# Spurt (trein)

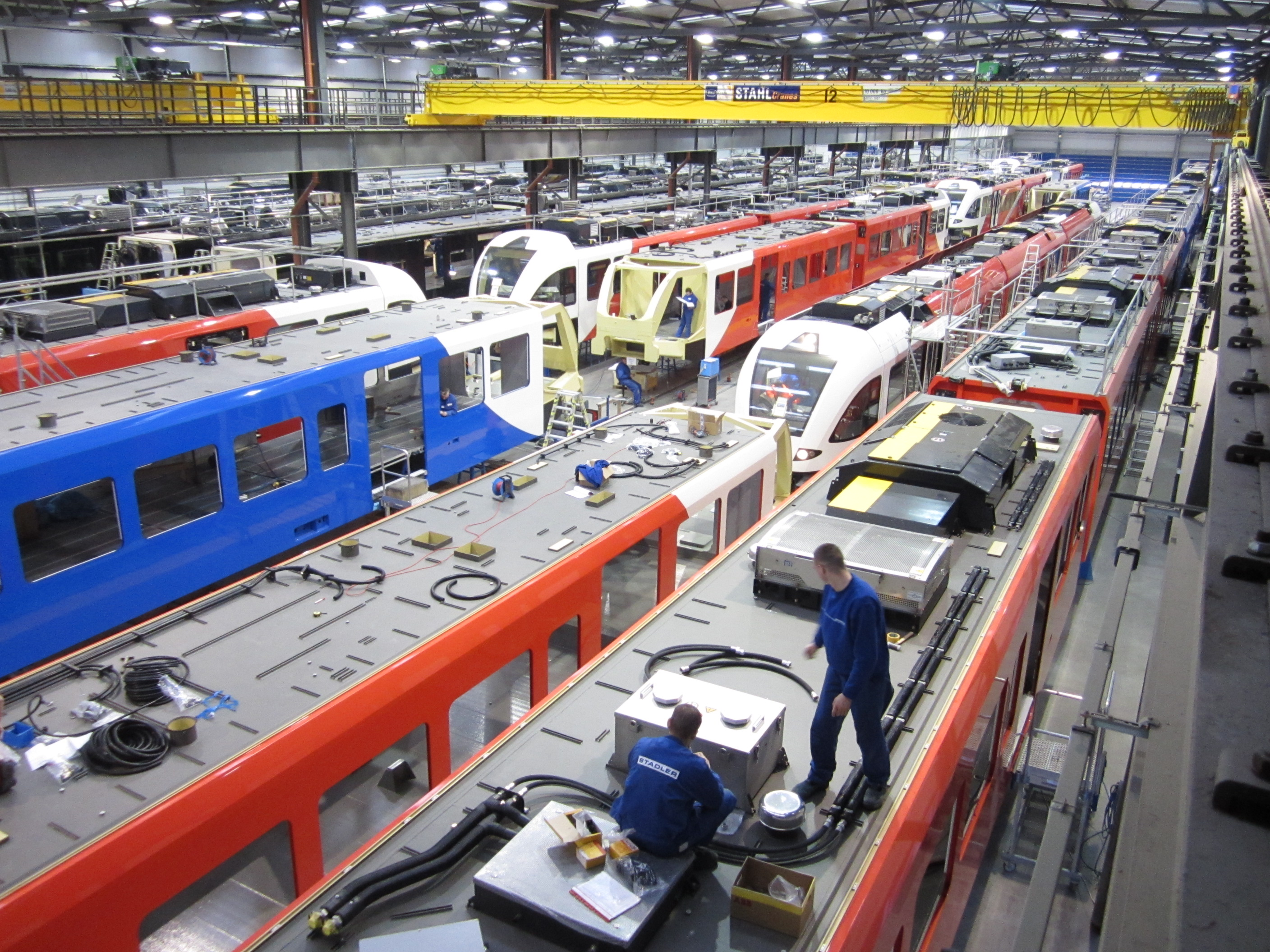
Diverse GTW's van Arriva in aanbouw bij Stadler in Siedlce (Polen).

Spurt is de benaming van Arriva Nederland (later ook Qbuzz) voor treinstellen van het type Stadler GTW. Er bestaan dieselelektrische en elektrische varianten. Spurts rijden voor Arriva in de Achterhoek/Rivierenland, Heuvellandlijn (Maastricht Randwyck - Kerkrade Centrum), Maaslijn (Nijmegen - Roermond), Noordelijke Nevenlijnen en op de Vechtdallijnen (Zwolle - Emmen). Voor Qbuzz rijden ze op de MerwedeLingelijn.
De treinstellen hebben een instap op perronhoogte. Door een uitschuiftrede sluit deze goed aan op het perron waardoor rolstoelgebruikers zelfstandig kunnen reizen. Boven de draaistellen is de vloer hoger; er is een opstapje. Sommige treinen hebben een toilet met gesloten systeem dat toegankelijk is voor rolstoelgebruikers; andere hebben geen toilet. De sociale veiligheid wordt vergroot met camera's en noodknoppen. De oorspronkelijke toegelaten maximale snelheid van 120 km/h is op 140 km/h gebracht.
In november 2012 werd begonnen met de inbouw van gratis wifi-internet in alle treinstellen. Sinds eind januari 2013 is het mogelijk draadloos internet te gebruiken. Er zijn stopcontacten 230 volt ~ in de eerste klas en op enkele plaatsen in de tweede klas.
De Spurt heeft een ongebruikelijke indeling. Hij bestaat uit een tweeassige motorwagen, ook wel "Powerpack" genoemd, met rijtuigen aan weerszijden. De rijtuigen hebben een draaistel aan één uiteinde, de andere kant rust op de motorwagen (of een tussenrijtuig). Er is een looppad in het midden van de motorwagen.

## Noordelijke Nevenlijnen

### Algemeen

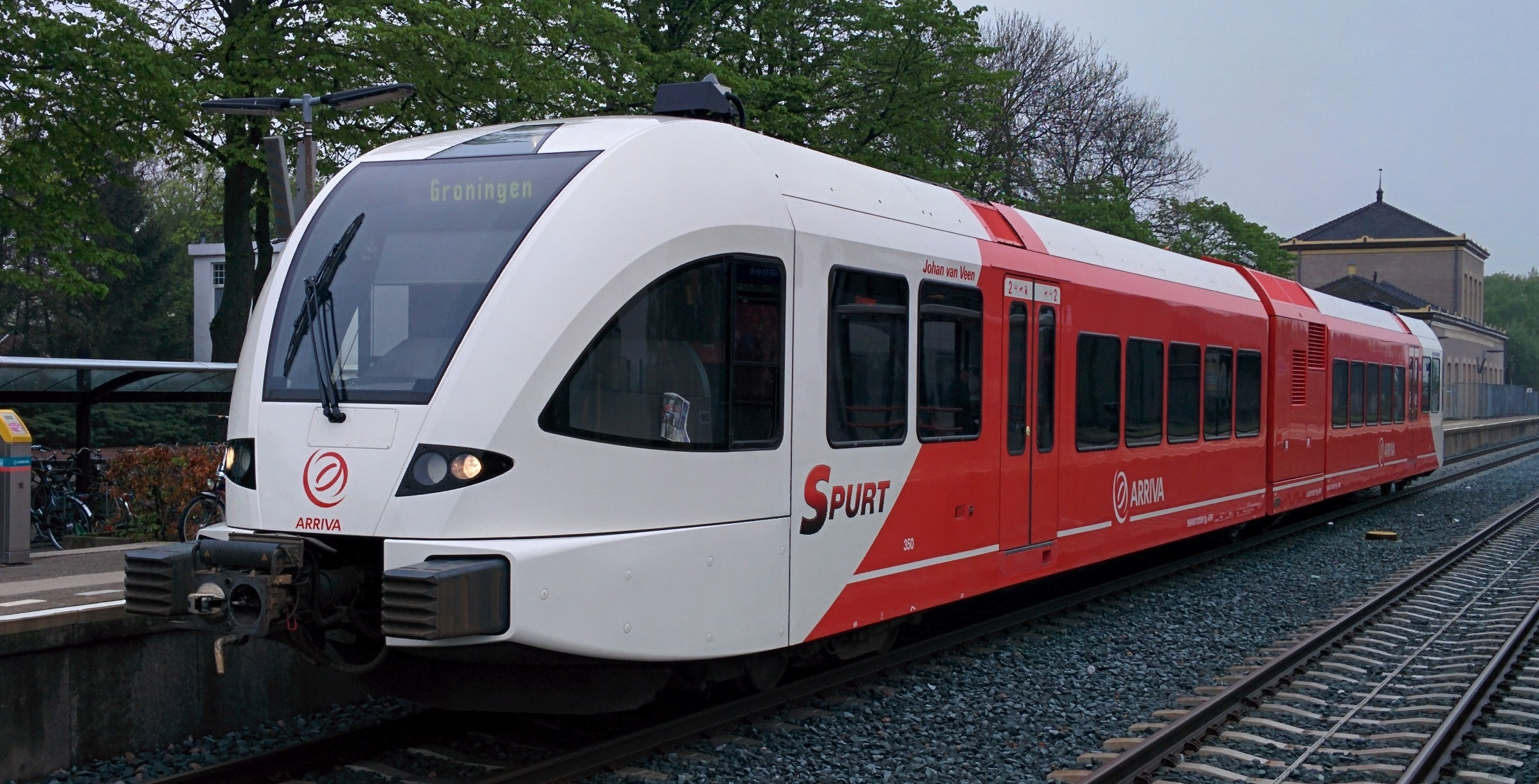
Treinstel 250 (Johan van Veen) te Zuidbroek die reeds vernummerd is in 350.

Op 22 juni 2012 werd bekend dat de exacte posities van alle Arriva-treinstellen op de Noordelijke Nevenlijnen via de website treinviewer.nl op onder meer smartphones te zien zijn. De treinstellen van Arriva zijn hiervoor uitgerust met GPS-apparatuur.
Op de spoorlijnen Leeuwarden - Stavoren en Leeuwarden - Harlingen Haven was vanaf de introductie de eerste klas gedeclasseerd naar tweede klas. Sinds 13 december 2020 zijn alle treinen op de Noordelijke Nevenlijnen de eerste klas gedeclasseerd in tweede klas. De armleuningen tussen de twee zitplaatsen in de eerste klas is na de ombouw wel gebleven.

### Constructie en techniek
Het treinstel is opgebouwd uit een aluminium frame met een frontdeel van GVK. Het treinstel heeft een lagevloerdeel. In het 'powerpack' van het treinstel bevinden zich twee 6-cilinder dieselmotoren die voldoen aan de Euro 3A-norm. De dieselmotoren drijven elk een alternator aan die draaistroom opwekt. Deze draaistroom wordt door een tractie-omvormer eerst omgezet in 600 V gelijkstroom en vervolgens door snel schakelende IGBT's omgezet in draaistroom waarmee de tractiemotoren worden aangedreven. De trekkracht van de tractiemotoren wordt in de verhouding 4,8 : 1 overgebracht op de assen via een tandwieloverbrenging.  
De treinstellen zijn voorzien van ATB-NG. Dit beveiligingssysteem kan ook overweg met ATB-EG. Op 20 mei 2021 werd bekend gemaakt dat de Noordelijke Nevenlijnen voorzien zullen worden van ERTMS. Aangezien de treinstellen nog niet voorzien zijn van ERTMS, zal er in de komende jaren een ombouw plaatsvinden waarin ERTMS wordt ingebouwd.

### Bestellingen
In 2005 bestelde Arriva 43 dieselelektrische treinstellen van de vierde generatie, om hiermee al het bestaande materieel van de Noordelijke Nevenlijnen in één keer te vervangen. Deze nieuwe treinstellen zijn rood/wit van kleur, in tegenstelling tot het groen/wit van de bussen van Arriva. Op 8 juni 2006 vond bij Stadler Rail in Bussnang de roll-out plaats. De 27 treinstellen GTW 2/8 bestaan uit drie reizigerscompartimenten en bieden plaats aan 178 personen. De 16 treinstellen GTW 2/6 bestaan uit twee reizigerscompartimenten en bieden plaats aan 115 personen. Acht van de 43 treinstellen zijn geschikt gemaakt voor grensoverschrijdend vervoer op het traject Groningen – Leer. Deze zijn in het najaar van 2006 geleverd. De overige GTW's zijn in de loop van 2007 geleverd. De order had een waarde van 220 miljoen Zwitserse frank (ongeveer 140-145 miljoen euro).
In 2008 heeft Arriva voor de Noordelijke Nevenlijnen acht extra treinstellen besteld:
- drie om in de spitsuren meer capaciteit te bieden
- nog eens vier voor de heringebruikname van de spoorlijn Zuidbroek – Veendam
- en een stel voor de extra dienst naar Sneek.

Deze stellen werden door Stadler Rail in Siedlce (Polen) gebouwd en in 2009 en 2010 geleverd, waarmee het totaal aantal Spurts in Noord-Nederland op 51 komt. Van deze bestelling kwamen de eerste twee stellen op 12 september 2009 naar Nederland.
De treinen van vervoerbedrijf Arriva moeten energiezuiniger rijden. In de bestuurderscabine van de machinisten zijn apparaatjes geïnstalleerd waaraan de bestuurder af kan lezen hoeveel dieselolie hij verbruikt per gereden kilometer. Hierdoor kan de machinist zijn rijstijl aanpassen.
In de zomer kan de ruimte voor het vervoer van onder andere fietsen in het ABfk-rijtuig verhoogd worden door een aantal vaste zitplaatsen tweede klas te vervangen door klapzittingen. Buiten het hoogseizoen worden de vaste zitplaatsen 2e klas teruggeplaatst.
In 2020 is de 351 uitgerust met ATO.

### Allereerste inzet
Het eerste treinstel, de 305, werd op 1 november 2006 door minister Peijs in Groningen officieel in gebruik gesteld. Hierbij werd ook de nieuwe naam voor dit treinsteltype gepresenteerd: Spurt. Vanaf 5 november 2006 werden deze treinstellen voor het eerst ingezet op de lijn Groningen–Bad Nieuweschans–Leer, waarmee er weer een rechtstreekse verbinding is tussen Groningen en Duitsland (voorheen moest worden overgestapt in Bad Nieuweschans). Naarmate er meer stellen geleverd werden, is de Spurt op meer lijnen ingezet.
De inzet van de Spurt op het traject Groningen–Bad Nieuweschans verliep aanvankelijk niet geheel probleemloos, waardoor er vaak grote vertragingen optraden. Een van de problemen vormde de uitschuiftrede die automatisch het perron op schuift, nadat de trein is gestopt. Doordat niet alle perrons een gelijke hoogte bleken te hebben, raakte de trede vaak beschadigd. In 2008 zijn alle perrons, voor 8 miljoen euro, op de juiste hoogte voor de Spurt gebracht.

### Onderhoud
De treinstellen van de Noordelijke Nevenlijnen worden bij Stadler technisch onderhouden, in 2005 is hiervoor in Leeuwarden een werkplaats gebouwd. Aanvankelijk werd het onderhoud uitgevoerd bij Voith, maar in februari 2014 zijn de Nederlandse onderhoudsvestigingen van Voith overgenomen door Stadler Rail. In mei 2014 werden 37 treinstellen bij Talbot te Aken opnieuw gespoten.

### Aflevering
Op donderdag 8 juni 2006 vond de roll-out van het eerste treinstel nummer (10)228 bij Stadler Rail AG in Bussnang plaats. Op 8 augustus 2006 kwam het eerste treinstel via Bad Nieuweschans in Nederland aan. Van de treinserie GTW 2/6 werden alle treinstellen nummers 228 - 243 afgeleverd aan Arriva. Op 18 september 2007 zijn de laatste stellen uit de treinserie GTW 2/8, nummers 301 - 327 afgeleverd. Daarmee zijn alle 43 bestelde dieselstellen geleverd.
Van deze treinstellen werden acht treinstellen (301-305 en 228-230) geschikt gemaakt voor het verkeer met Leer in Duitsland. De aanpassingen bestaan onder andere uit een extra treeplank voor lage perrons en PZB (het in Duitsland gebruikte beveiligingssysteem). Vanaf september 2009 werd het traject met nog eens drie treinstellen (244 en 345-346) uitgebreid.

### Verlenging
Omdat het aantal reizigers de afgelopen jaren fors is toegenomen was uitbreiding van het materieelpark nodig. Arriva heeft hiervoor in de zomer van 2014 zes tweewagentreinstellen verlengd tot driewagentreinstellen. Dit gaat om 235 en 247-251. Op 1 juli 2014 zijn de stellen 247-249 op transport gegaan voor verlenging naar Polen en eind augustus 2014 zijn ze als 347-349 weer teruggekeerd. In oktober 2014 kwam de 350 terug uit Polen. In oktober dat jaar zijn de 351 en 335 voor verlenging naar Polen, op zondag 7 december kwamen de stellen als 335 en 351 terug uit Polen.
In 2016 zijn nog vier extra stellen verlengd. In de tweede week van juli 2016 gingen de stellen 234 en 236 naar Polen voor verlenging. Als 334 en 336 kwamen ze op 23 augustus 2016 terug naar Nederland. Later volgden de 245 en 246, die terug kwamen als 345 en 346.
De verlengde stellen onderscheiden zich van de anderen treinstellen door een witte deur, die vanwege toelatingseisen van de IL&T tot in zekere mate verplicht wordt gesteld voor nieuwe of gemoderniseerde treinen. Hiermee hebben de verlengde treinen bijna dezelfde kleurstelling als de Spurts in Gelderland (die ook voorzien zijn van witte deuren), op de witte balk langs het dak na.

### Fietsen
De indeling van het ABfk-rijtuig kan voor het verhogen van het aantal fietsen worden aangepast door een aantal tweedeklaszitplaatsen te vervangen door klapzittingen. In de zomermaanden kan op het traject tussen Leeuwarden en Harlingen Haven voor het verhogen van het aantal fietsen in het Bf-rijtuig een aantal tweedeklaszitplaatsen verwijderd worden.

### Refit

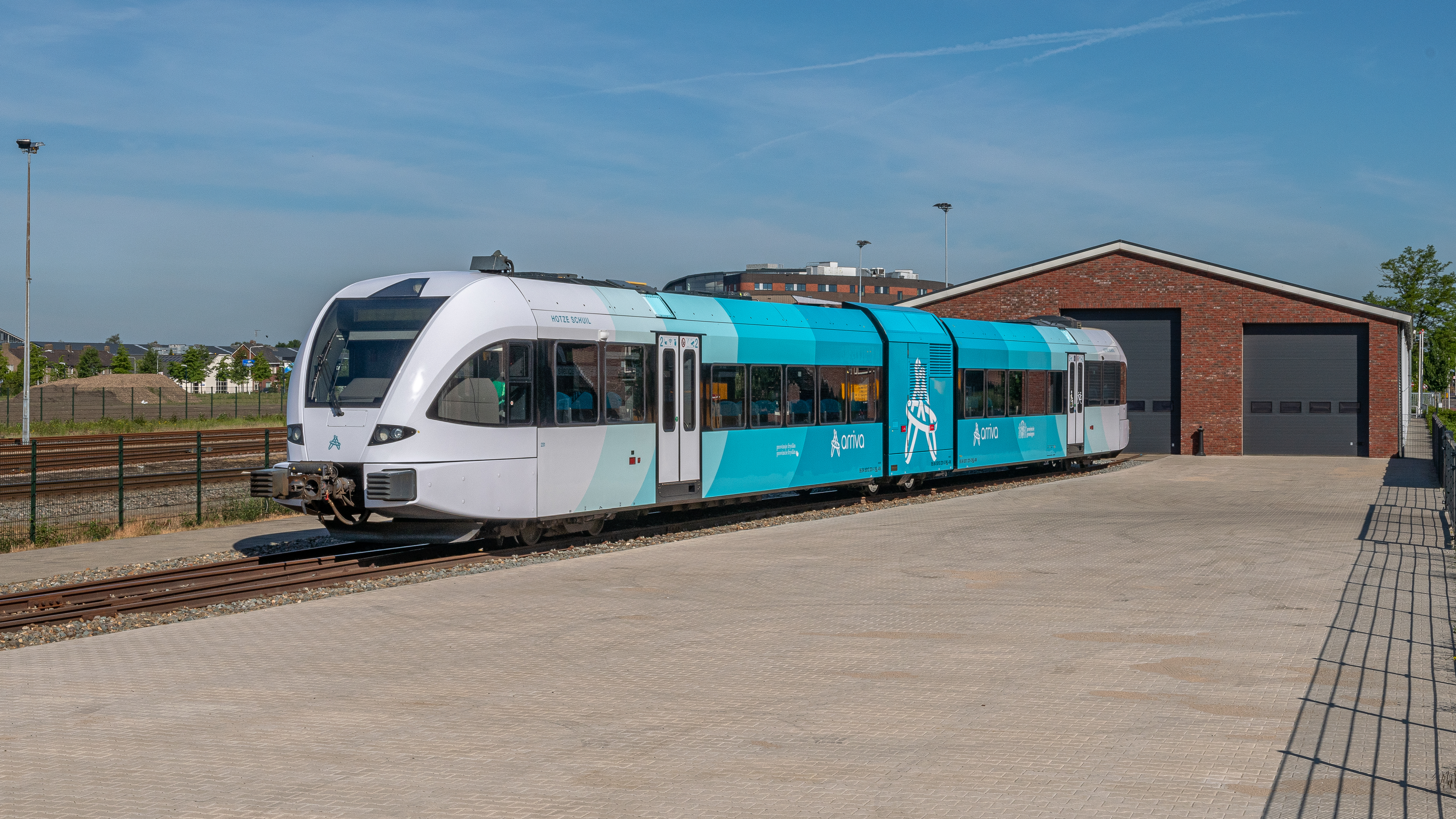
Eerste treinstel (231) in de nieuwe huisstijl

In 2020 werden alle GTW's uit deze vloot grondig gereviseerd; ze werden voorzien van een nieuw uiterlijk en interieur en ook technisch werden er vernieuwingen doorgevoerd. Op het dak werd een batterijpakket aangebracht van ongeveer 600 kg, met een capaciteit van 60 kWh en een maximale ontlading van 200 kW.

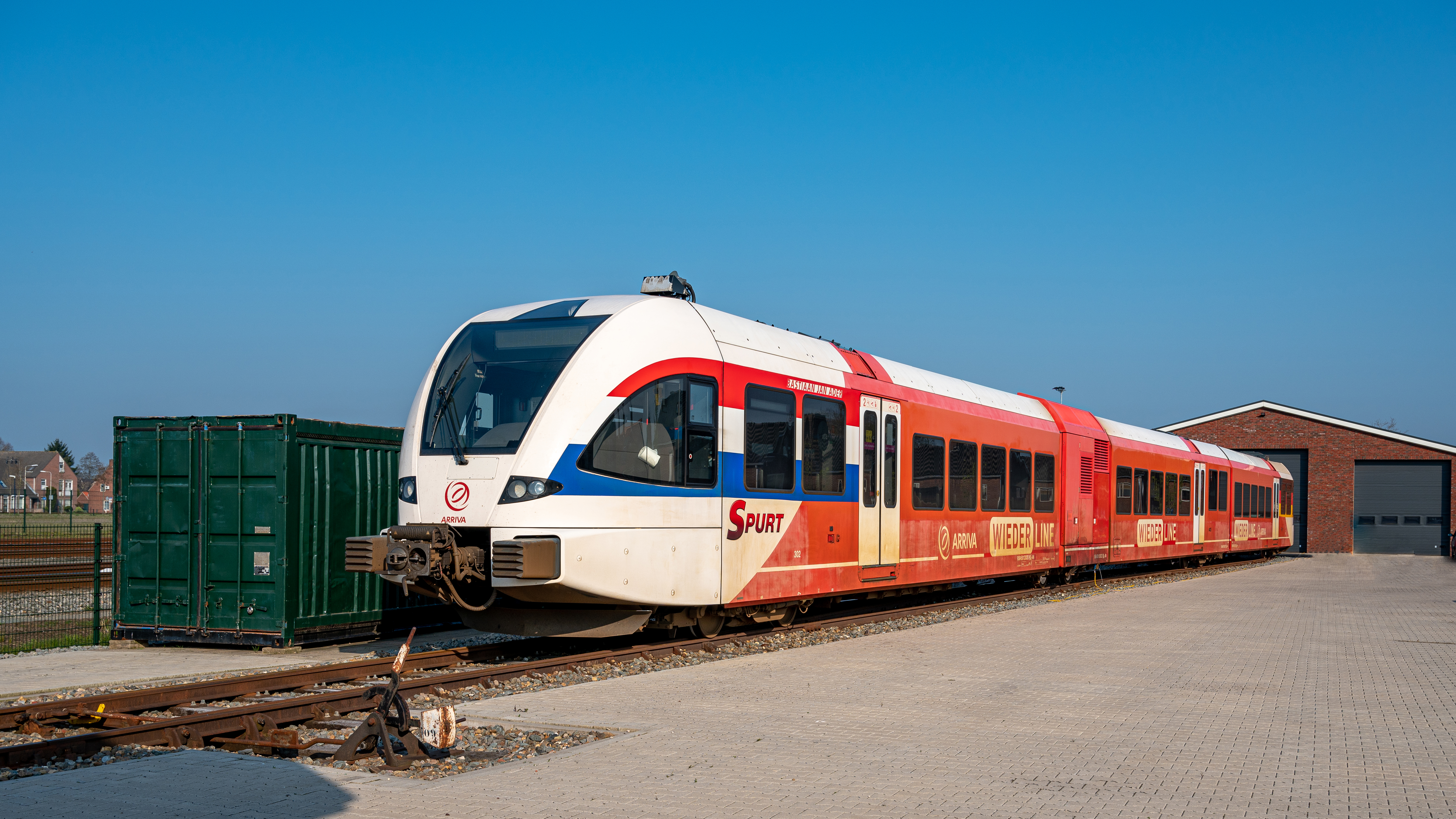
De 302, in de oorspronkelijke rode kleurstelling met Wiederline-bestickering, staat klaar om gereviseerd te worden.

Voor de toelating van de Refit-GTW's met ingebouwde PZB/Indusi in Duitsland (voor de Wiederline) werd de 303 op 31 juli 2021 overgebracht naar het Zughotel van RailAdventure in Braunschweig, waar deze lange tijd geparkeerd bleef. Hierdoor was dit het laatste exemplaar uit deze vloot met de rode Spurt-kleurstelling. In juni 2024 werd de 303 alsnog voorzien van de nieuwe kleurstelling.

### Inzet
Door de indienststelling van de WINK is de inzet veranderd en wordt GTW nauwelijks meer ingezet op de Friese regionale spoorlijnen. Per 14 juni 2021 wordt er wel weer door GTW gereden tussen Leeuwarden - Harlingen Haven, omdat GTW meer fietsen kan vervoeren dan de WINK. Dit vanwege de vele vakantiegangers naar de Waddeneilanden.
Enkele stellen uit deze vloot kunnen sinds de komst van de WINK ook elders ingezet worden. De 307 en 308 zijn in juli 2023 naar Limburg gebracht om daar de zeven LINT 41/H's te vervangen die naar de lijn Zutphen-Oldenzaal zijn gegaan. De 229 en 348 zijn in juli 2023 tijdelijk naar Arnhem gebracht om spitstrein 36914 te gaan rijden, van Didam naar Arnhem Centraal zonder stops in Zevenaar en Velperpoort. In oktober van hetzelfde jaar keerden ze weer terug naar hun oorspronkelijke inzetgebied. De 314 en 350 rijden per 10 december 2023 op lijn RS24 (Zutphen - Hengelo - Oldenzaal) in de Blauwnet huisstijl.
De GTW-treinstellen worden in dienstregeling 2025 ingezet op de volgende treinseries:
| Serie            | Treinsoort         | Route                                                      | Bijzonderheden |
| ---------------- | ------------------ | ---------------------------------------------------------- | --- |
| 20100 RS 6 RB 57 | Stoptrein (Arriva) | Groningen – Zuidbroek – Bad Nieuweschans – Weener – ‒ Leer | Ook wel Wiederline genoemd. Vanwege brugschade geen treinverkeer mogelijk tussen Weener en Leer. Op dit traject rijdt lijnbus 620 van Weser-Ems Bus. Er rijden ook Arrivabussen tussen Groningen en Leer v.v. |
| 31200 RS 24      | Stoptrein (Arriva) | Zutphen – Hengelo – Oldenzaal                              | Onderdeel van Blauwnet. Wordt in combinatie gereden met LINT. |
| 32300 RS 11      | Stoptrein (Arriva) | Nijmegen – Venray – Venlo                                  | Rijdt niet 's avonds en in het weekend. De laatste drie ritten vanaf Nijmegen gaan tot Venlo. |
| 37300 RE 1       | Sneltrein (Arriva) | Leeuwarden – Groningen                                     | Stopt 2x/uur in Feanwâlden en alternerend in Buitenpost en Zuidhorn. Wordt in combinatie gereden met WINK. |
| 37400 RS 1       | Stoptrein (Arriva) | Leeuwarden – Groningen                                     | 's Avonds rijden van maandag t/m zaterdag enkele extra treinen tussen Zuidhorn en Groningen. Wordt in combinatie gereden met WINK.                                                                            |
| 37500 RS 6       | Stoptrein (Arriva) | Groningen – Zuidbroek – Winschoten – Bad Nieuweschans      | Enkele ritten starten/eindigen in Bad Nieuweschans. |
| 37600 RS 4       | Stoptrein (Arriva) | Groningen – Roodeschool – Eemshaven                        | Vier à vijf treinen per dag van/naar Eemshaven |
| 37700 RS 5       | Stoptrein (Arriva) | Groningen – Delfzijl                                       | |
| 37800 RS 7       | Stoptrein (Arriva) | Groningen – Zuidbroek – Veendam                            | |
| 37900 RE 6       | Sneltrein (Arriva) | Groningen – Winschoten                                     | Rijdt enkel in de spitsuren. |

### Interieurfoto's

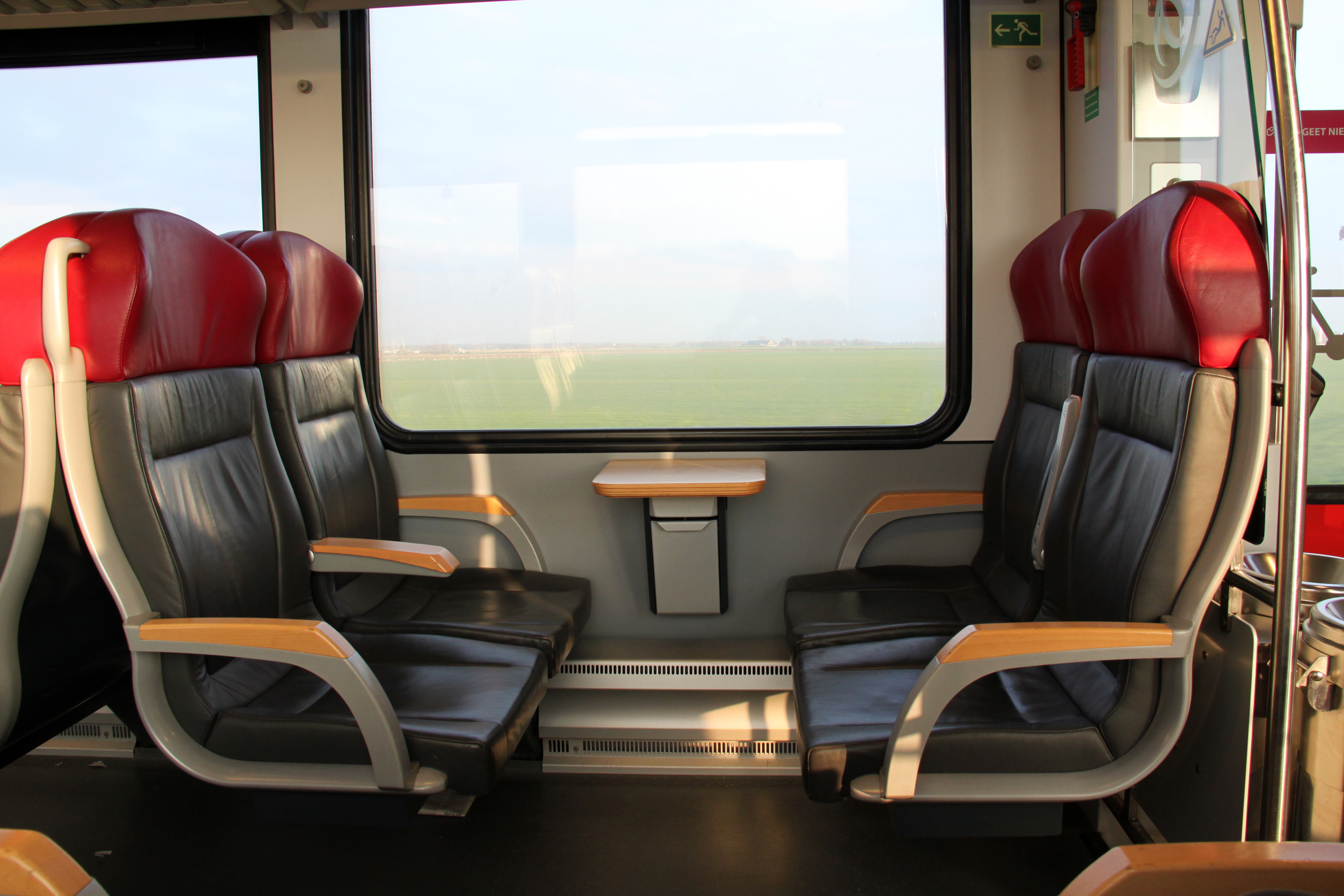
Interieur 1e klasse
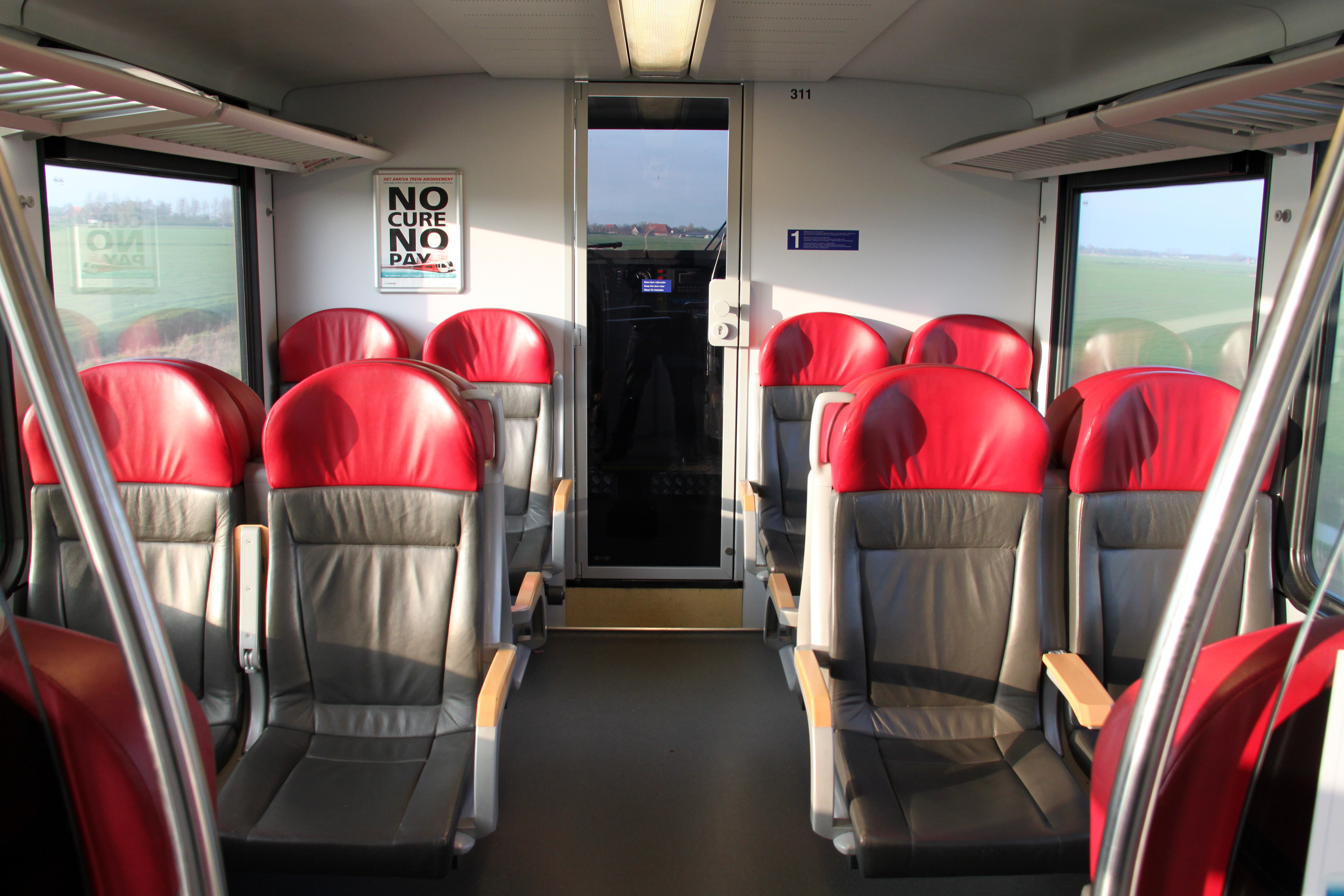
Interieur 1e klasse
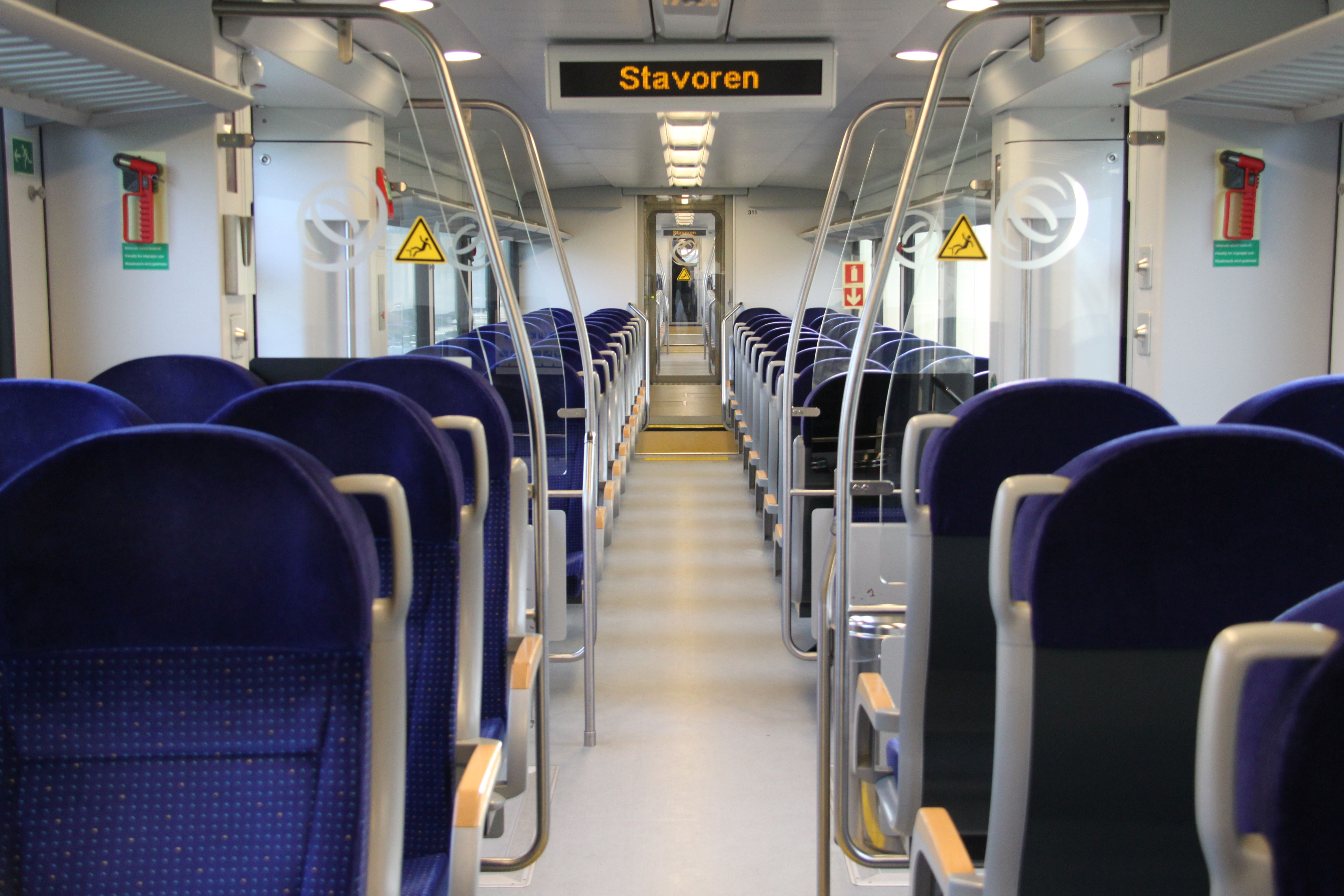
Interieur 2e klasse
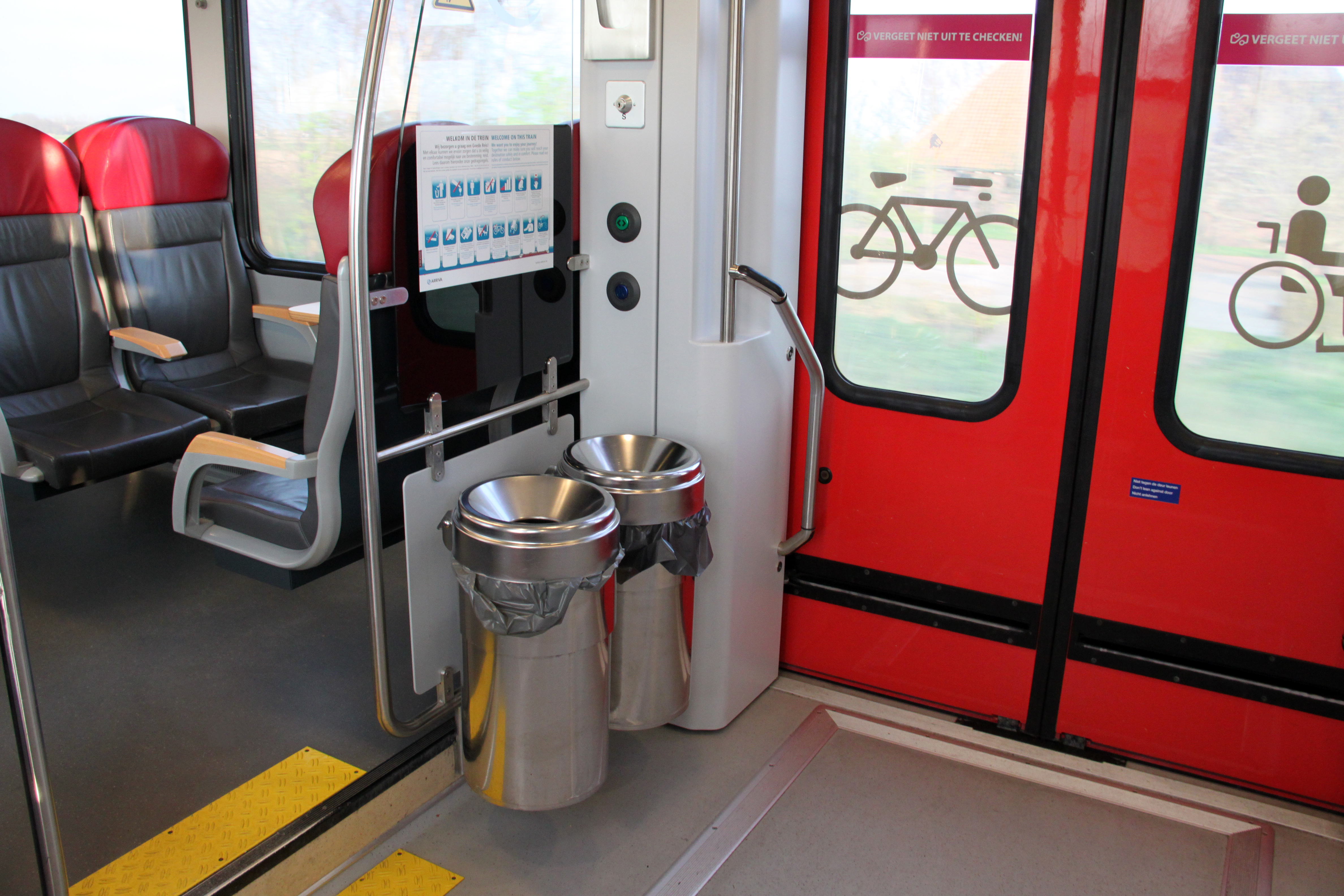
Balkon en centrale afvalbakken
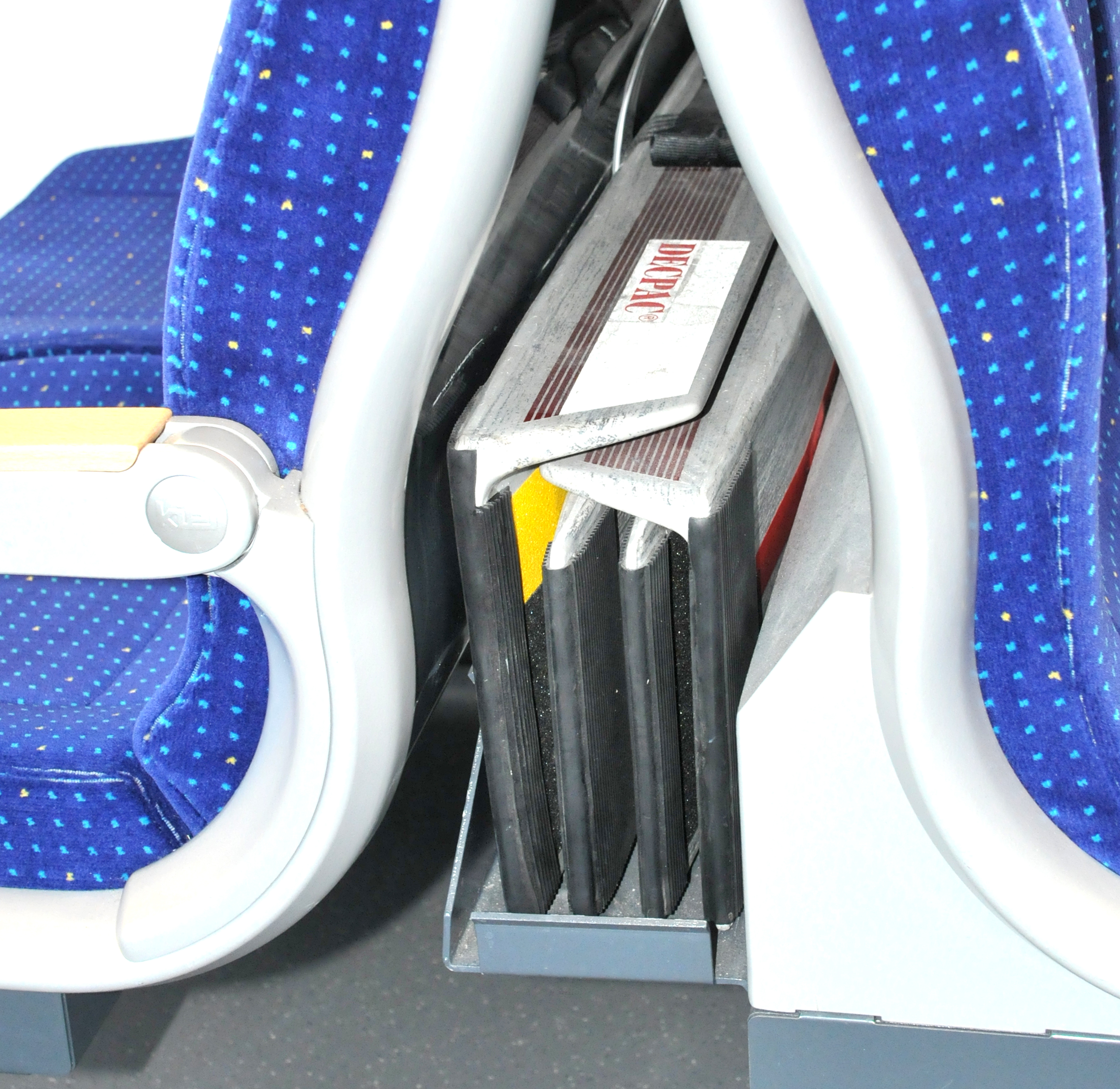
Plank voor rolstoelen te gebruiken bij grote afstand tussen trein en perron
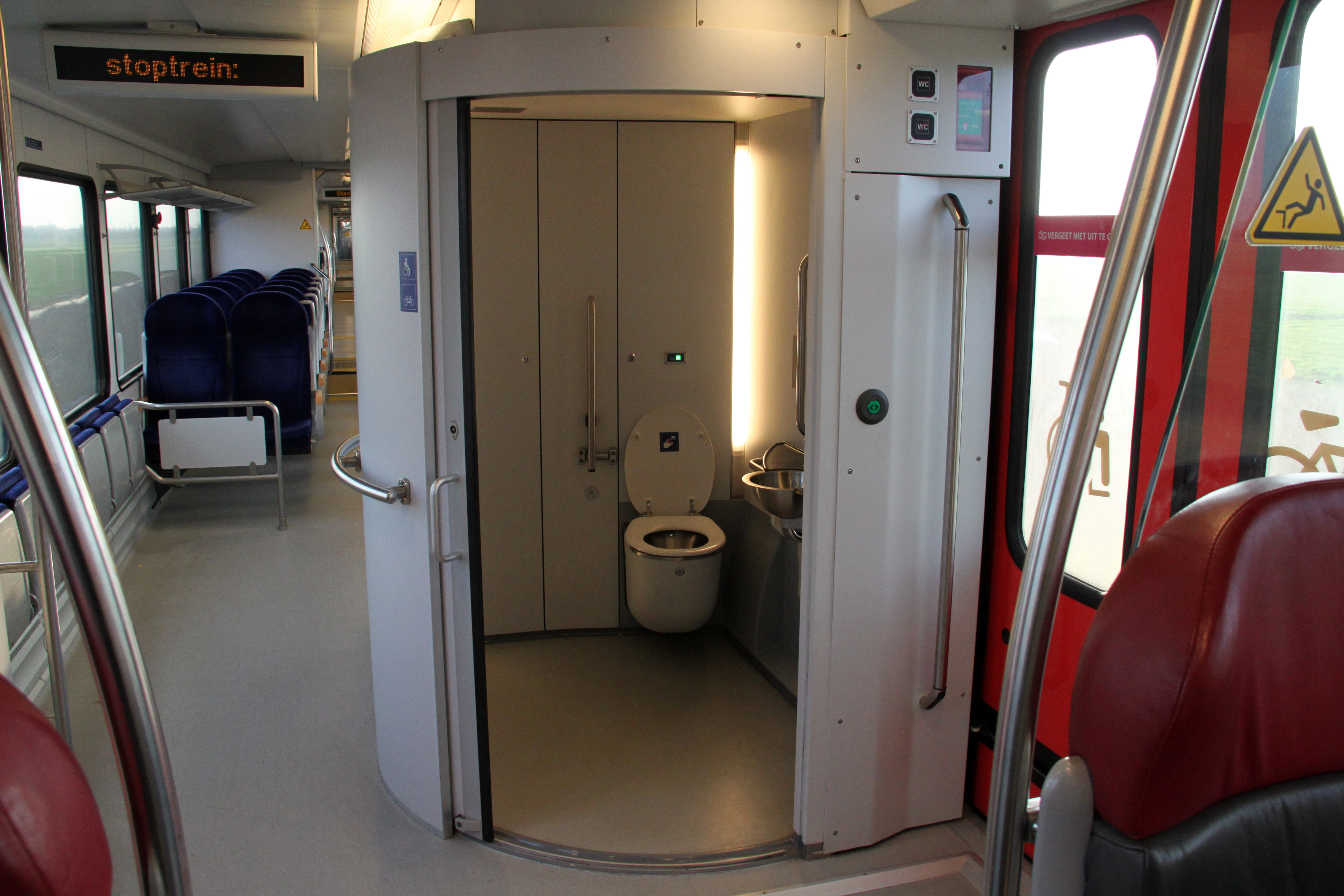
Toilet

### Namenlijst

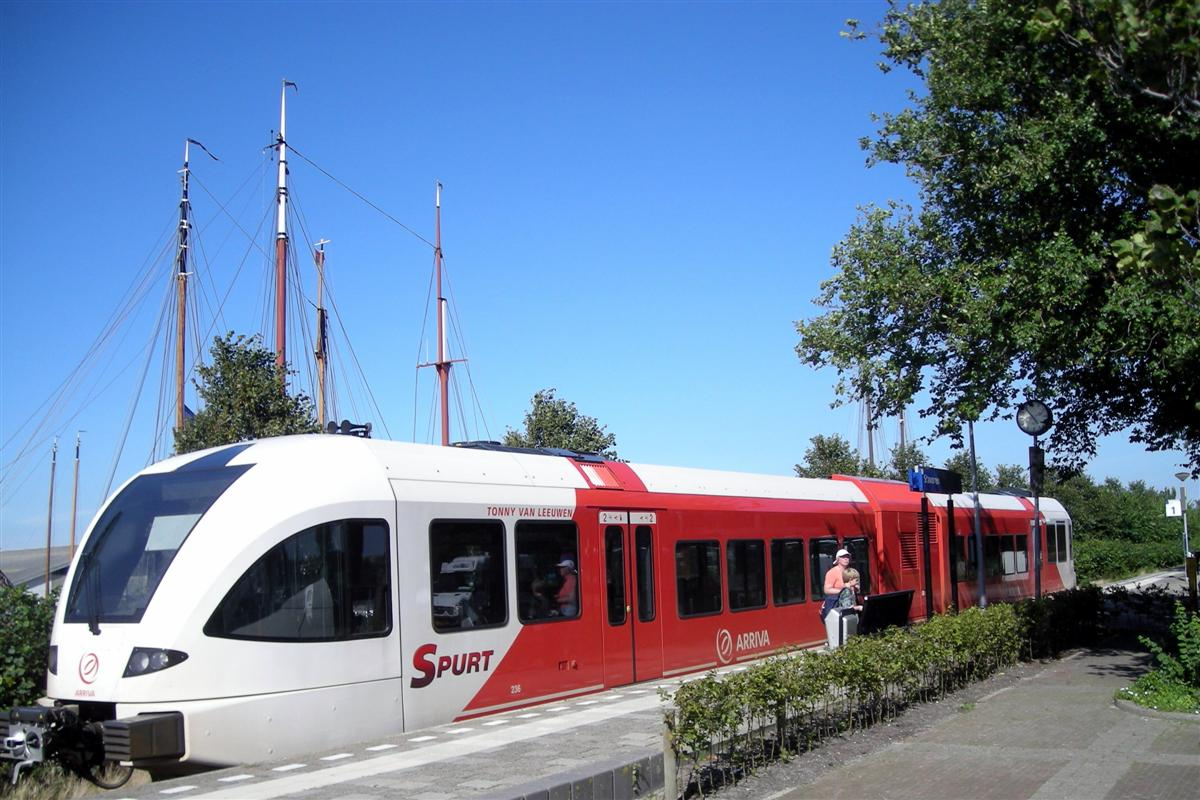
Spurt Tonny van Leeuwen (nr. 236) op station Stavoren.

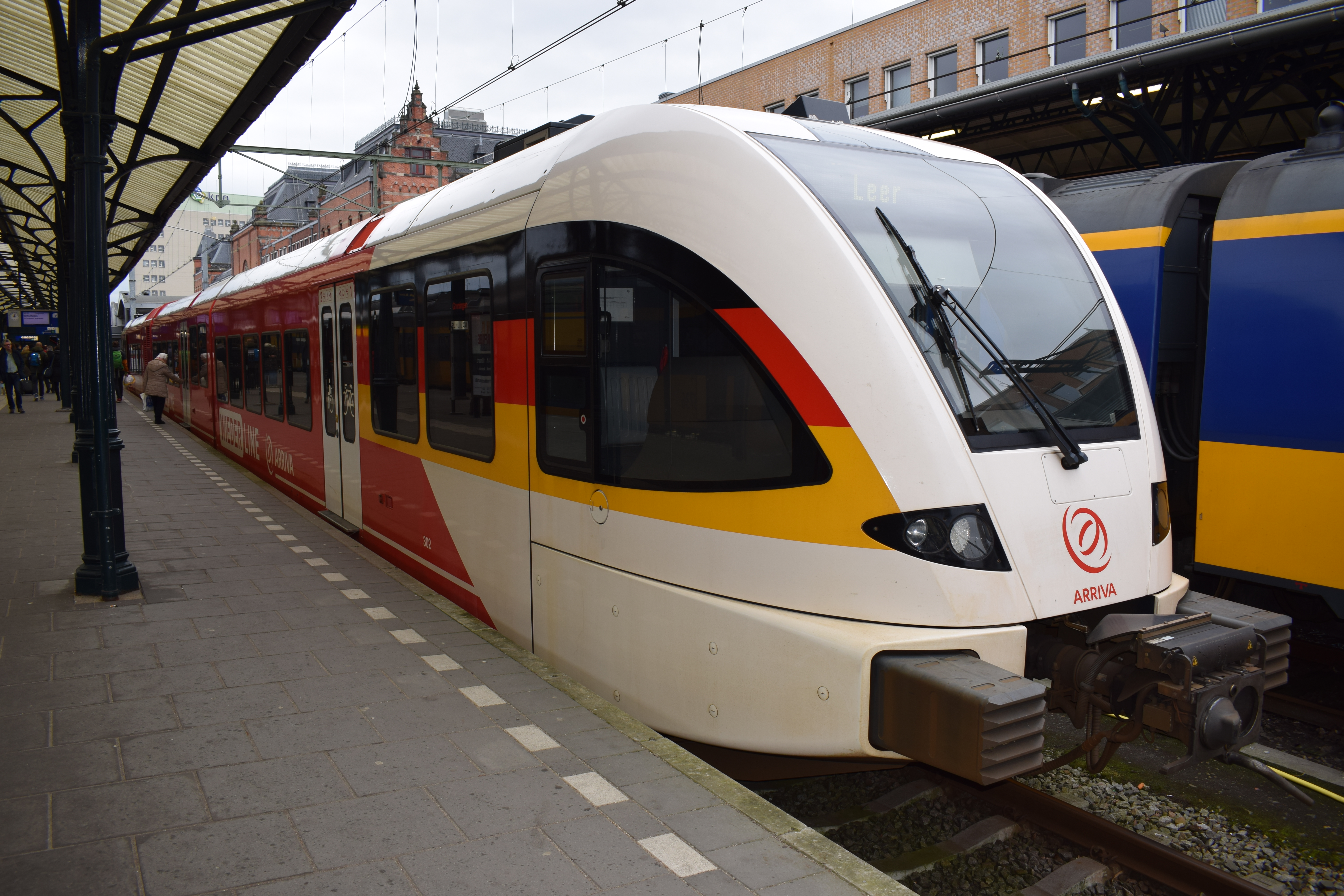
Arriva Treinstel 302 voor de treindienst Groningen–Leer, ook wel bekend als de Wiederline.

Onderstaande treinen rijden op de Noordelijke Nevenlijnen (of hebben oorspronkelijk daar gereden).
| Stelnummer    | Naam                     | Treintype                                | Inzetgebied                | Opmerking                                                                     |
| ------------- | ------------------------ | ---------------------------------------- | -------------------------- | ----------------------------------------------------------------------------- |
| 10 301        | Riemer en Annie          | Stadler GTW-DMU 2/8                      | Noordelijke Nevenlijnen    | Treinstel rijdt ook naar Duitsland (tot 2022 in Wiederline bestickering)      |
| 10 302        | Bastiaan Jan Ader        | Stadler GTW-DMU 2/8                      | Noordelijke Nevenlijnen    | Treinstel rijdt ook naar Duitsland (tot 2021 in Wiederline bestickering)      |
| 10 303        | Tiny Mulder              | Stadler GTW-DMU 2/8                      | Noordelijke Nevenlijnen    | Treinstel rijdt ook naar Duitsland (tot 2021 in Wiederline bestickering)      |
| 10 304        | Hans Alders              | Stadler GTW-DMU 2/8                      | Noordelijke Nevenlijnen    | Treinstel rijdt ook naar Duitsland                                            |
| 10 305        | Ubbo Emmius              | Stadler GTW-DMU 2/8                      | Noordelijke Nevenlijnen    | Treinstel rijdt ook naar Duitsland                                            |
| 10 306        | Gerrit Krol              | Stadler GTW-DMU 2/8                      | Noordelijke Nevenlijnen    |                                                                               |
| 10 307        | Frits Zernike            | Stadler GTW-DMU 2/8                      | RS11 (Nijmegen - Roermond) |                                                                               |
| 10 308        | Heike Kamerlingh Onnes   | Stadler GTW-DMU 2/8                      | RS11 (Nijmegen - Roermond) |                                                                               |
| 10 309        | Hendrik Nicolaas Werkman | Stadler GTW-DMU 2/8                      | Noordelijke Nevenlijnen    |                                                                               |
| 10 310        | Abe Lenstra              | Stadler GTW-DMU 2/8                      | Noordelijke Nevenlijnen    |                                                                               |
| 10 311        | Hans Wiegel              | Stadler GTW-DMU 2/8                      | Noordelijke Nevenlijnen    |                                                                               |
| 10 312        | M. Vasalis               | Stadler GTW-DMU 2/8                      | Noordelijke Nevenlijnen    |                                                                               |
| 10 313        | Aletta H. Jacobs         | Stadler GTW-DMU 2/8                      | Noordelijke Nevenlijnen    |                                                                               |
| 10 314        | Jopie Huisman            | Stadler GTW-DMU 2/8                      | RS24 (Zutphen - Oldenzaal) | Rijdt in Blauwnet-kleurstelling. Naam staat niet meer op het treinstel.       |
| 10 315        | Abel Tasman              | Stadler GTW-DMU 2/8                      | Noordelijke Nevenlijnen    |                                                                               |
| 10 316        | Wim Duisenberg           | Stadler GTW-DMU 2/8                      | Noordelijke Nevenlijnen    | Betrokken bij treinongeval Harlingen                                          |
| 10 317        | Willem Barentsz          | Stadler GTW-DMU 2/8                      | Noordelijke Nevenlijnen    |                                                                               |
| 10 318        | Nienke van Hichtum       | Stadler GTW-DMU 2/8                      | Noordelijke Nevenlijnen    |                                                                               |
| 10 319        | Marte Röling             | Stadler GTW-DMU 2/8                      | Noordelijke Nevenlijnen    |                                                                               |
| 10 320        | Cees Bijlstra            | Stadler GTW-DMU 2/8                      | Noordelijke Nevenlijnen    |                                                                               |
| 10 321        | Piet Paaltjens           | Stadler GTW-DMU 2/8                      | Noordelijke Nevenlijnen    |                                                                               |
| 10 322        | Titus Brandsma           | Stadler GTW-DMU 2/8                      | Noordelijke Nevenlijnen    |                                                                               |
| 10 323        | Willem Albert Scholten   | Stadler GTW-DMU 2/8                      | Noordelijke Nevenlijnen    |                                                                               |
| 10 324        | Sicco Mansholt           | Stadler GTW-DMU 2/8                      | Noordelijke Nevenlijnen    |                                                                               |
| 10 325        | J.J. Nooitgedagt         | Stadler GTW-DMU 2/8                      | Noordelijke Nevenlijnen    |                                                                               |
| 10 326        | M.C. Escher              | Stadler GTW-DMU 2/8                      | Noordelijke Nevenlijnen    |                                                                               |
| 10 327        | Jelle Zijlstra           | Stadler GTW-DMU 2/8                      | Noordelijke Nevenlijnen    | Betrokken bij treinongeval Winsum (2016)                                      |
| 10 228        | Jan Uitham               | Stadler GTW-DMU 2/6                      | Noordelijke Nevenlijnen    | Treinstel rijdt ook naar Duitsland                                            |
| 10 229        | Sjoukje Dijkstra         | Stadler GTW-DMU 2/6                      | Noordelijke Nevenlijnen    | Treinstel rijdt ook naar Duitsland                                            |
| 10 230        | Ede Staal                | Stadler GTW-DMU 2/6                      | Noordelijke Nevenlijnen    | Treinstel rijdt ook naar Duitsland                                            |
| 10 231        | Hotze Schuil             | Stadler GTW-DMU 2/6                      | Noordelijke Nevenlijnen    |                                                                               |
| 10 232        | Foppe de Haan            | Stadler GTW-DMU 2/6                      | Noordelijke Nevenlijnen    |                                                                               |
| 10 233        | Liesbeth List            | Stadler GTW-DMU 2/6                      | Noordelijke Nevenlijnen    |                                                                               |
| 10 234 10 334 | Fedde Schurer            | Stadler GTW-DMU 2/8 (verlengd vanaf 2/6) | Noordelijke Nevenlijnen    |                                                                               |
| 10 235 10 335 | Jan de Roos              | Stadler GTW-DMU 2/8 (verlengd vanaf 2/6) | Noordelijke Nevenlijnen    |                                                                               |
| 10 236 10 336 | Tonny van Leeuwen        | Stadler GTW-DMU 2/8 (verlengd vanaf 2/6) | Noordelijke Nevenlijnen    |                                                                               |
| 10 237        | Marianne Timmer          | Stadler GTW-DMU 2/6                      | Noordelijke Nevenlijnen    |                                                                               |
| 10 238        | Foppe Inne Brouwer       | Stadler GTW-DMU 2/6                      | Noordelijke Nevenlijnen    |                                                                               |
| 10 239        | Piet Oberman             | Stadler GTW-DMU 2/6                      | Noordelijke Nevenlijnen    | Betrokken bij treinongeval Leeuwarden (januari 2019) onherstelbaar beschadigd |
| 10 240        | Eise Eisinga             | Stadler GTW-DMU 2/6                      | Noordelijke Nevenlijnen    |                                                                               |
| 10 241        | Ger Vaders               | Stadler GTW-DMU 2/6                      | Noordelijke Nevenlijnen    |                                                                               |
| 10 242        | Samuel van Houten        | Stadler GTW-DMU 2/6                      | Noordelijke Nevenlijnen    |                                                                               |
| 10 243        | Egbert Wagenborg         | Stadler GTW-DMU 2/6                      | Noordelijke Nevenlijnen    |                                                                               |
| 10 244        | Anthony Winkler Prins    | Stadler GTW-DMU 2/6                      | Noordelijke Nevenlijnen    | Treinstel rijdt ook naar Duitsland.                                           |
| 10 245 10 345 | Ruurt Hazewinkel         | Stadler GTW-DMU 2/8 (verlengd vanaf 2/6) | Noordelijke Nevenlijnen    | Treinstel rijdt ook naar Duitsland                                            |
| 10 246 10 346 | Pieter Jelles Troelstra  | Stadler GTW-DMU 2/8 (verlengd vanaf 2/6) | Noordelijke Nevenlijnen    | Treinstel rijdt ook naar Duitsland                                            |
| 10 247 10 347 | Mata Hari                | Stadler GTW-DMU 2/8 (verlengd vanaf 2/6) | Noordelijke Nevenlijnen    |                                                                               |
| 10 249 10 348 | Evert van Benthem        | Stadler GTW-DMU 2/8 (verlengd vanaf 2/6) | Noordelijke Nevenlijnen    |                                                                               |
| 10 249 10 349 | Jan Pelleboer            | Stadler GTW-DMU 2/8 (verlengd vanaf 2/6) | Noordelijke Nevenlijnen    |                                                                               |
| 10 250 10 350 | Johan van Veen           | Stadler GTW-DMU 2/8 (verlengd vanaf 2/6) | RS24 (Zutphen - Oldenzaal) | Rijdt in Blauwnet-kleurstelling. Naam staat niet meer op het treinstel.       |
| 10 251 10 351 | Belcampo                 | Stadler GTW-DMU 2/8 (verlengd vanaf 2/6) | Noordelijke Nevenlijnen    |                                                                               |

## MerwedeLingelijn

### Algemeen
Arriva in Zuid-Holland had voor de MerwedeLingelijn oorspronkelijk 7 elektrische GTW's van de vierde generatie aangeschaft, waarvan zes GTW's 2/8 en één GTW 2/6. Deze stellen zijn op 14 september 2008 in gebruik genomen. Ze hebben geen eerste klas en geen toilet. In 2011 zijn daar in verband met de kwartierdienst tussen Dordrecht en Gorinchem één GTW 2/6 en twee GTW's 2/8 bij gekomen. Op 30 mei 2011 werden de drie nabestelde treinen afgeleverd.

### Constructie en techniek
In de motorwagen bevinden zich twee IGBT-stroomomvormers; deze vormen de bovenleidingsspanning om tot draaistroom waarmee ze elk één tractiemotor voeden. De trekkracht van de motoren wordt via een tandwieloverbrenging overgebracht op de assen. 

### Onderhoud
De treinstellen van de MerwedeLingelijn worden bij Stadler te Blerick technisch onderhouden.

### Aflevering
De Spurts voor de Zuid-Hollandse MerwedeLingelijn (Dordrecht – Geldermalsen) zijn de elektrisch aangedreven versie. Deze treinen hadden dezelfde kleurstelling als de Spurts in Friesland en Groningen. In tegenstelling tot Noord-Nederland waren bij de ingebruikname van de treinstellen op dit traject niet alle perrons op de juiste hoogte voor de Spurt gebracht. Na een presentatie in Zwitserland in april 2008 vond de eerste inzet met reizigers plaats sinds september 2008.

### Inzet
De treinstellen worden in dienstregeling 2025 ingezet op de volgende treinseries:
| Serie | Treinsoort        | Route                                | Bijzonderheden                                                           |
| ----- | ----------------- | ------------------------------------ | ------------------------------------------------------------------------ |
| 7100  | Stoptrein (Qbuzz) | Dordrecht – Gorinchem                | Rijdt onder de formule van R-net. Stopt niet in Hardinxveld Blauwe Zoom. |
| 7200  | Stoptrein (Qbuzz) | Dordrecht – Gorinchem – Geldermalsen | Rijdt onder de formule van R-net.                                        |

### Overname Qbuzz

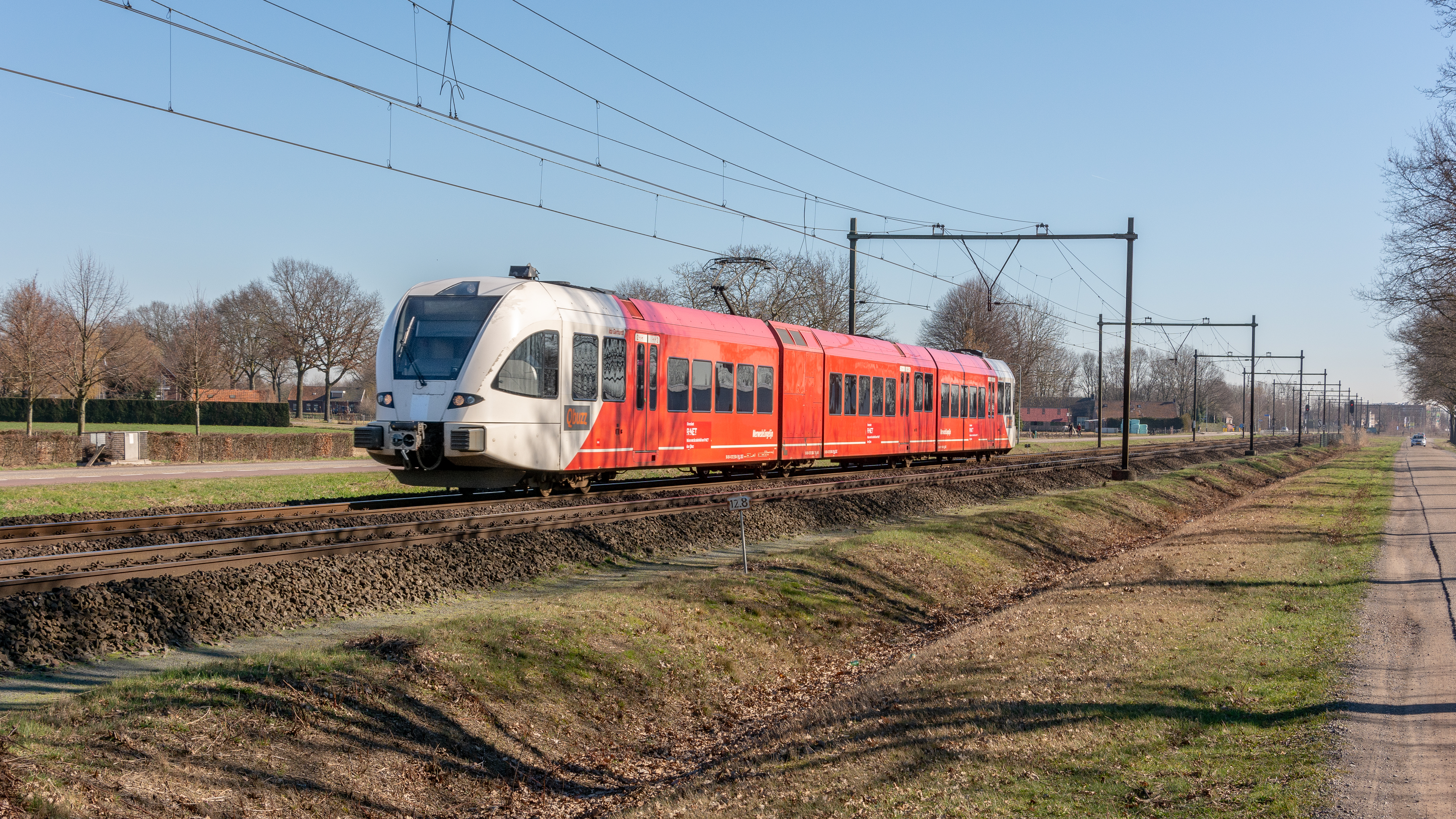
Treinstel 6355 tijdens de overgangsperiode van Arriva naar Qbuzz.

Sinds 9 december 2018 is de concessie voor de MerwedeLingelijn overgedragen aan Qbuzz. Hierbij heeft de nieuwe vervoerder de treinen tevens een ander treinstelnummer gegeven. In 2020 en 2021 werden alle treinen voorzien van een nieuw huisstijl in de R-netkleuren aan de buitenzijde en nieuwe stoelen met stroompunten aan de binnenzijde.

### Interieurfoto's

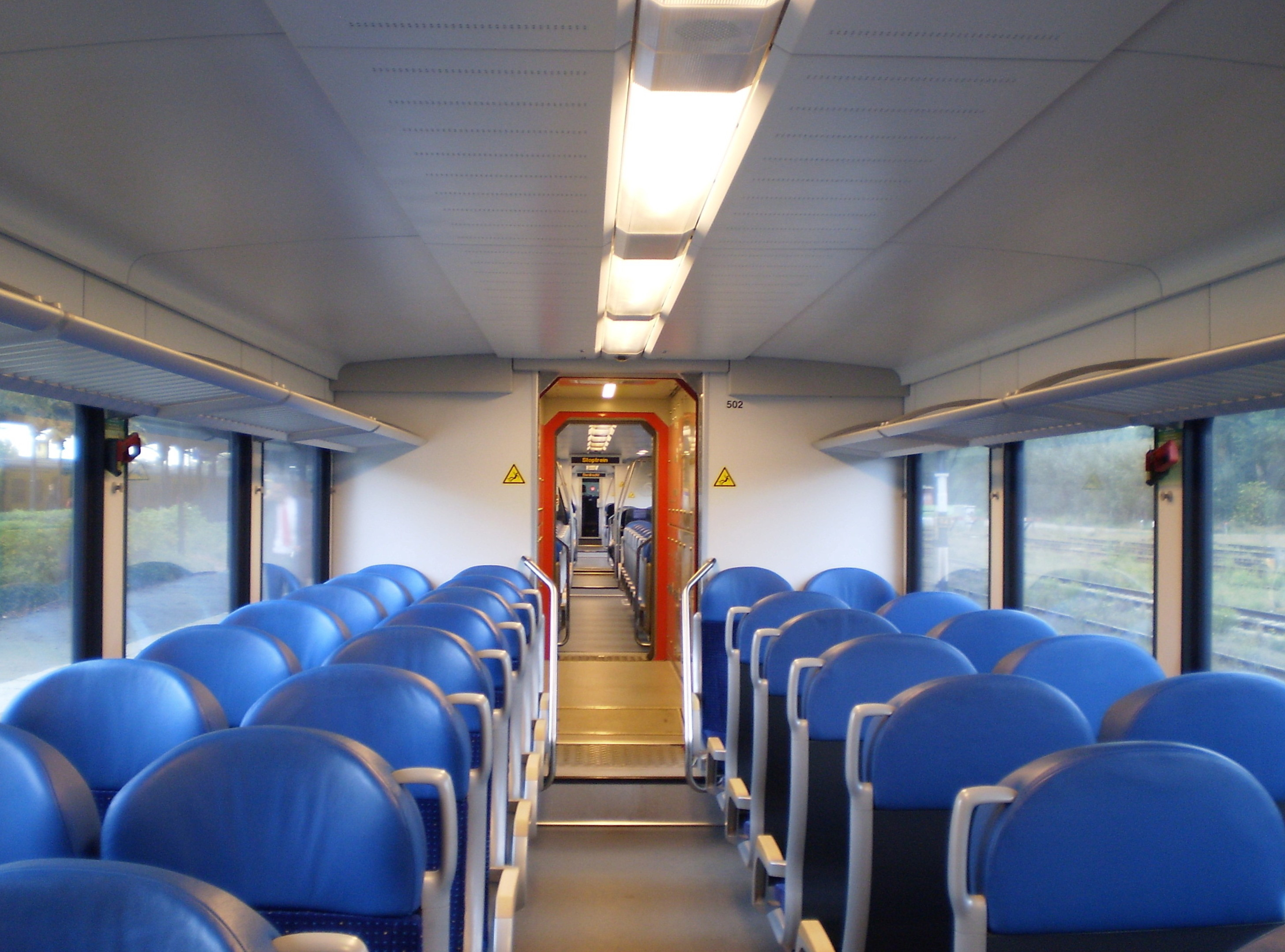
Interieur 2e klas (Arriva)
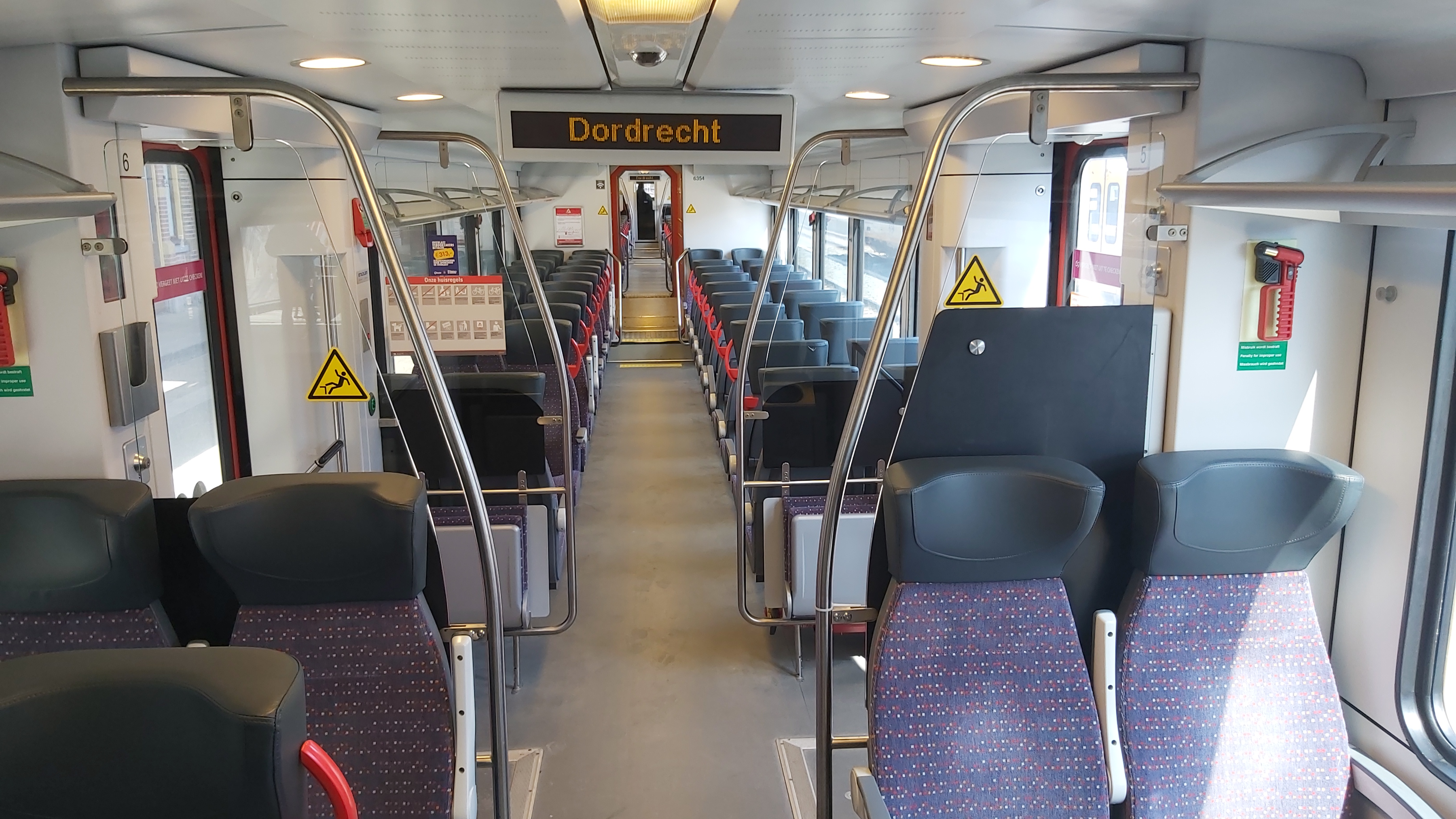
Gerenoveerd interieur (Qbuzz). De stoelen zijn van het type Kiel Match G2
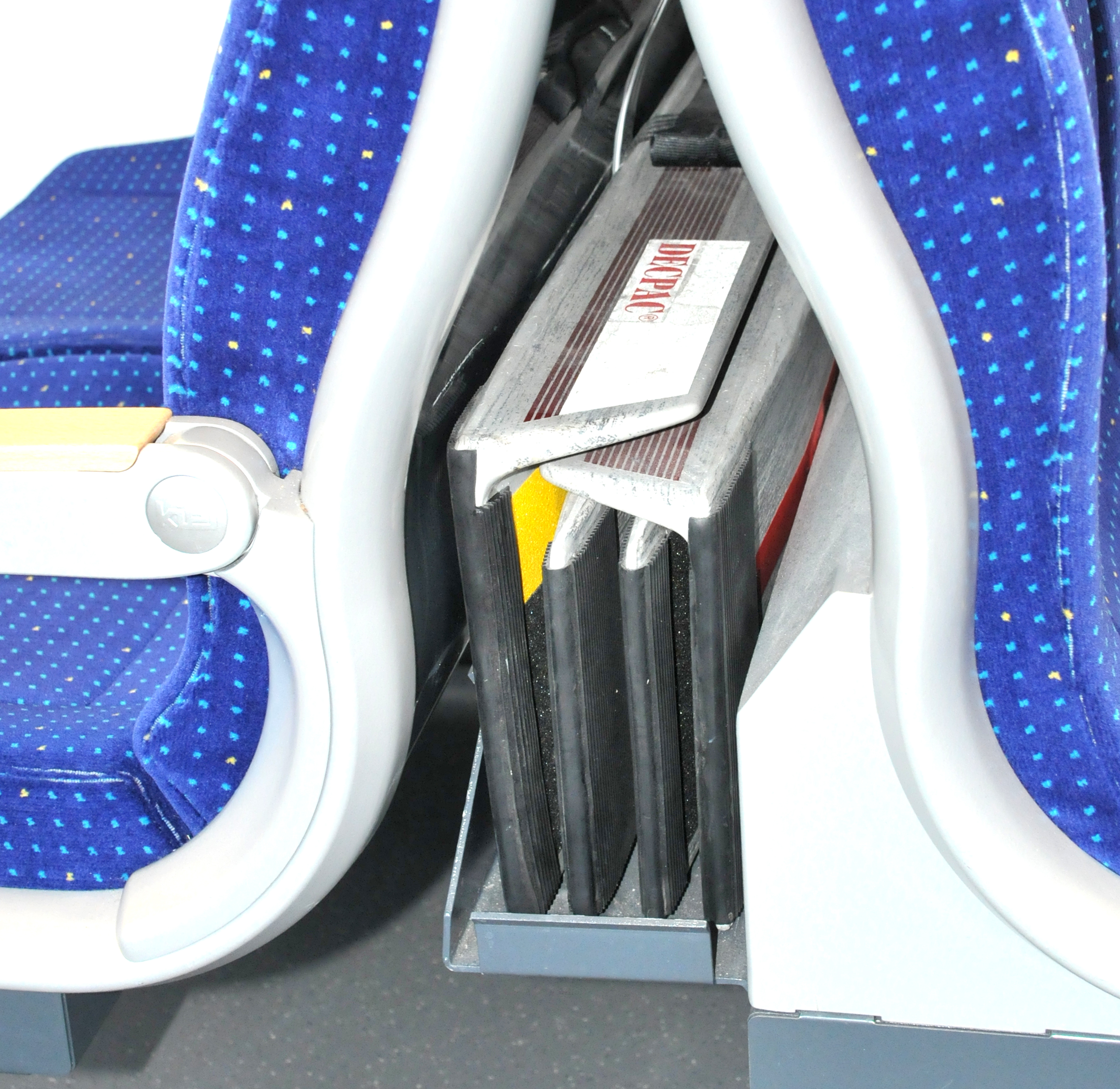
Plank voor rolstoelen, te gebruiken bij grote afstand tussen trein en perron

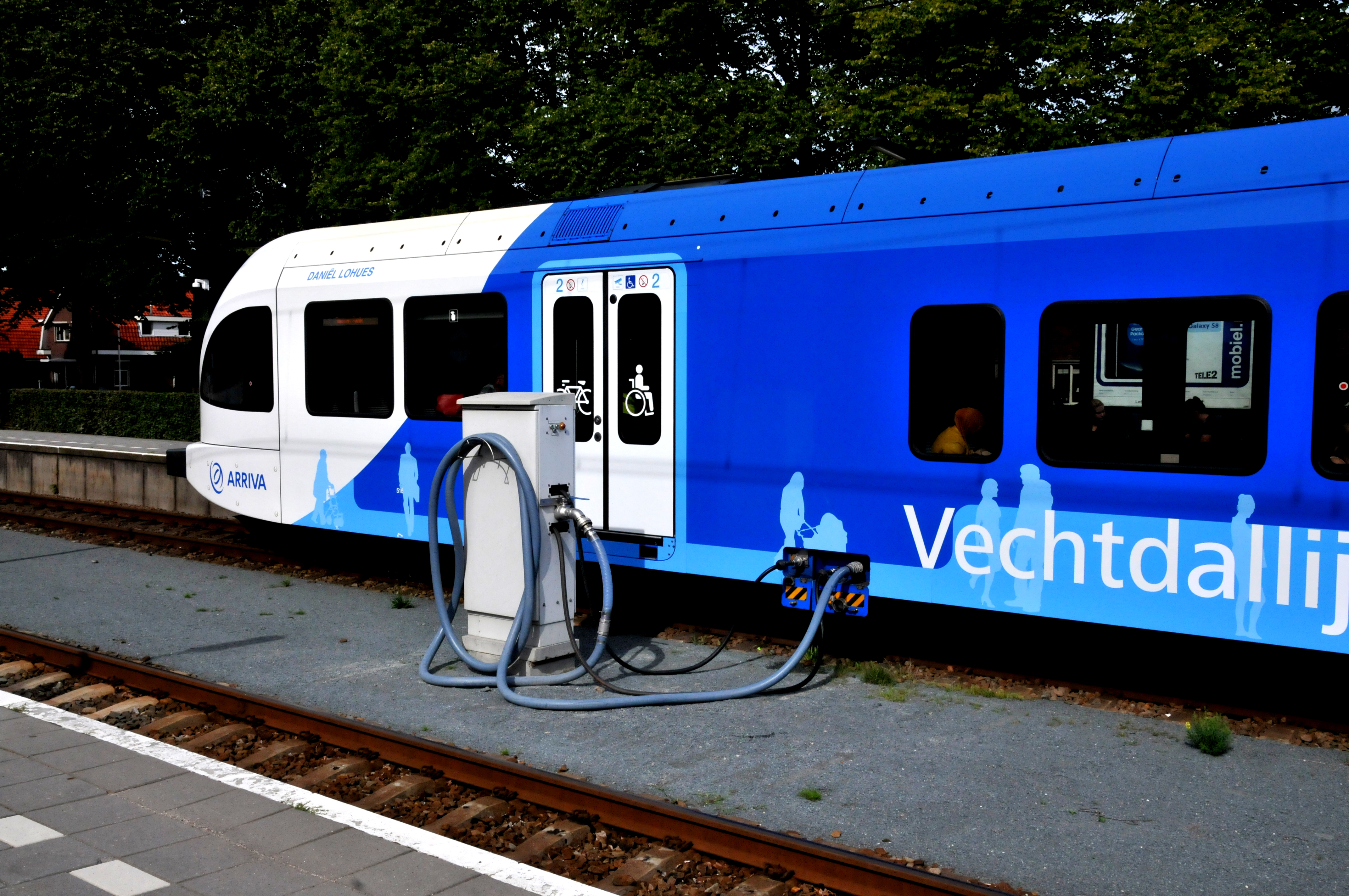
Toiletafvoerinrichting

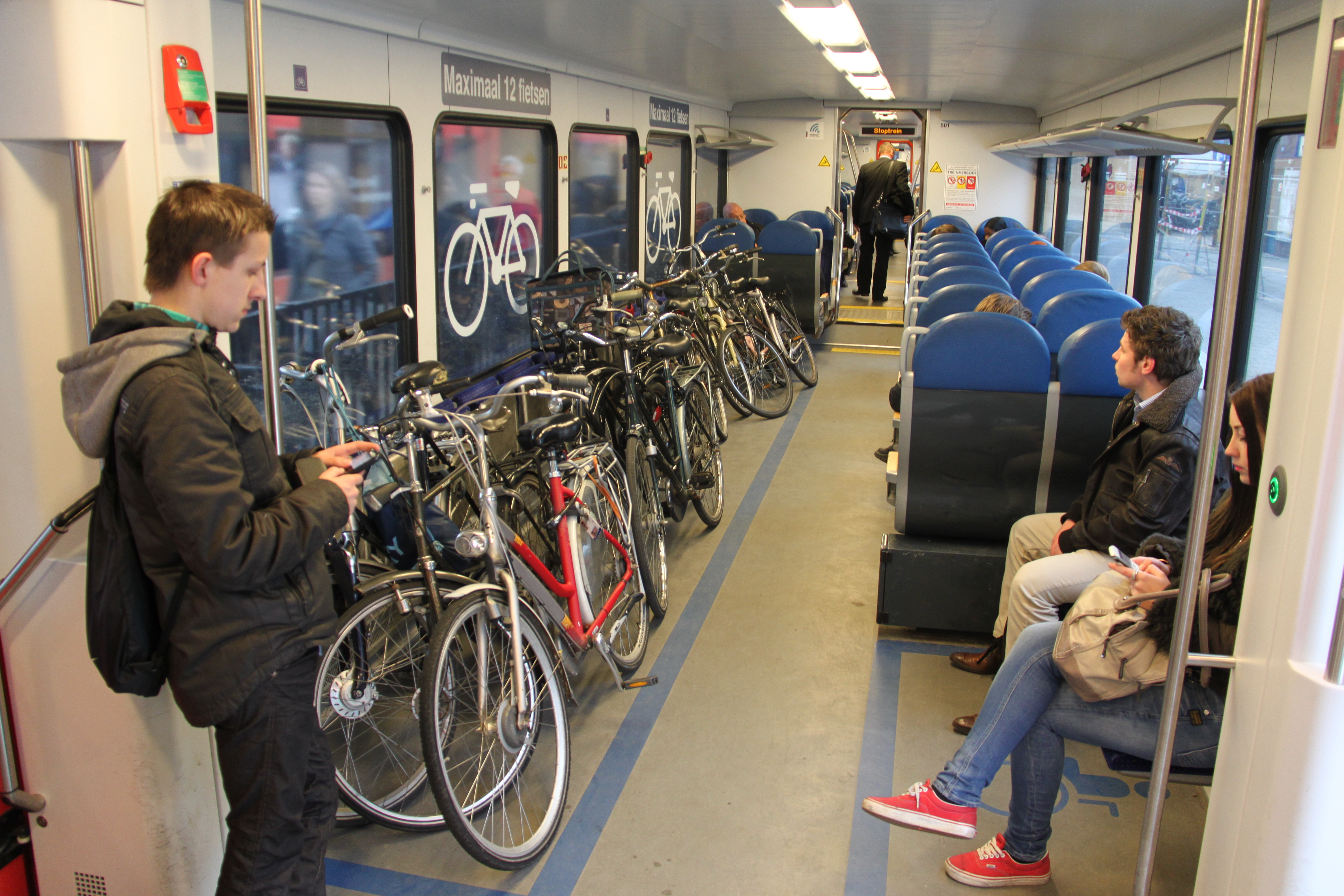
Gratis fietsvervoer zorgt voor drukke bagageruimte
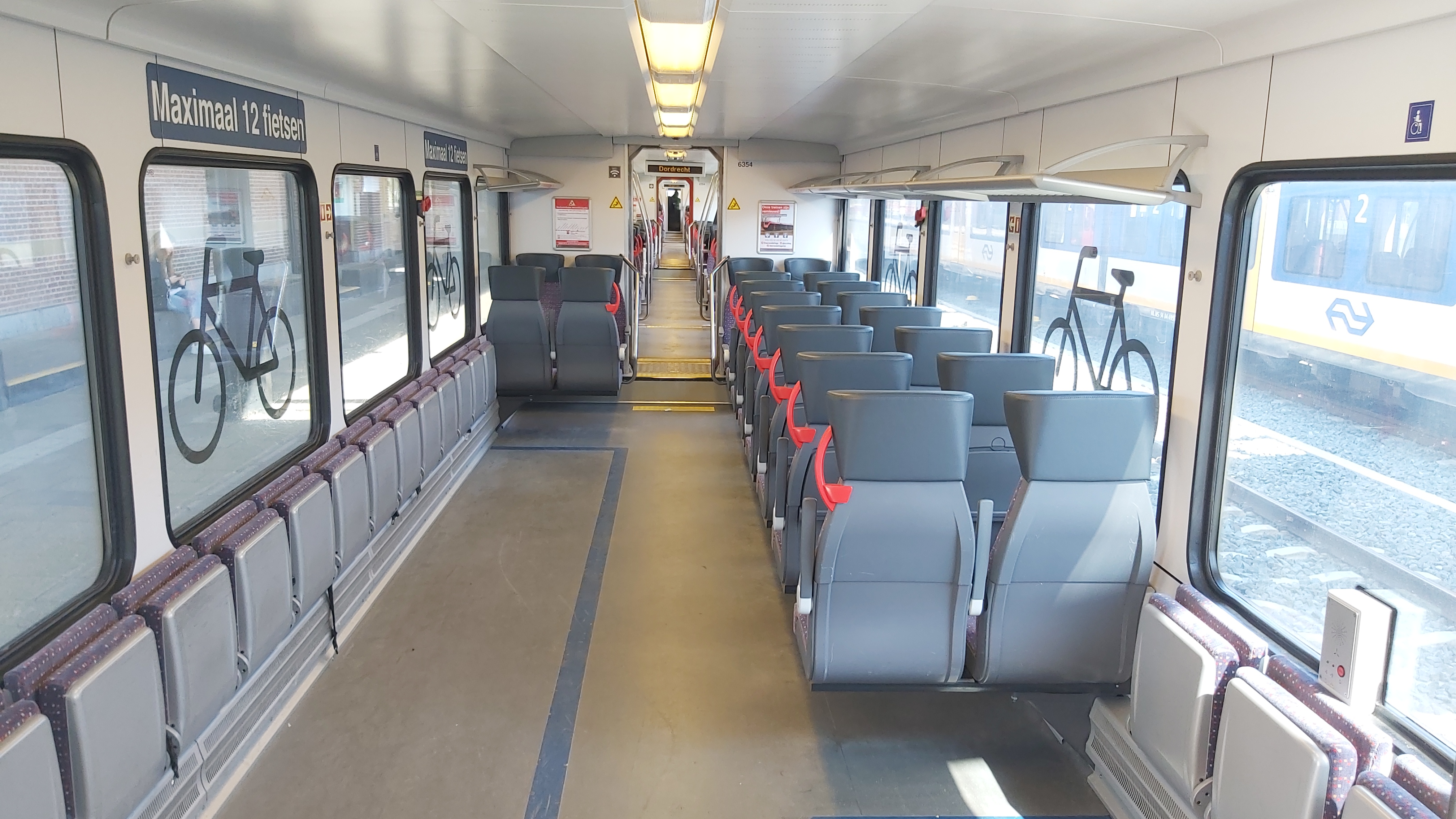
Fietsenafdeling (Qbuzz)

### Namenlijst
Onderstaande namen werden door Arriva gebruikt voor de treinstellen die reden op de MerwedeLingelijn. Na de overname door Qbuzz zijn de namen van de treinstellen verdwenen.
| Qbuzz stelnummer | Ex Arriva stelnummer | Naam (bij Arriva)   | Treintype           | Inzetgebied      | Opmerking                                         |
| ---------------- | -------------------- | ------------------- | ------------------- | ---------------- | ------------------------------------------------- |
| 6350             | 10 407               | Frank Wels          | Stadler GTW-EMU 2/6 | MerwedeLingelijn |                                                   |
| 6351             | 10 408               | Trijntje            | Stadler GTW-EMU 2/6 | MerwedeLingelijn |                                                   |
| 6352             | 10 501               | Ronald Bandell      | Stadler GTW-EMU 2/8 | MerwedeLingelijn | Het eerste treinstel dat in Nederland arriveerde. |
| 6353             | 10 502               | Baron van Verschuer | Stadler GTW-EMU 2/8 | MerwedeLingelijn |                                                   |
| 6354             | 10 503               | Adriaan Volker      | Stadler GTW-EMU 2/8 | MerwedeLingelijn |                                                   |
| 6355             | 10 504               | Ida Gerhardt        | Stadler GTW-EMU 2/8 | MerwedeLingelijn |                                                   |
| 6356             | 10 505               | Andries Dirk Copier | Stadler GTW-EMU 2/8 | MerwedeLingelijn |                                                   |
| 6357             | 10 506               | Maarten Schakel     | Stadler GTW-EMU 2/8 | MerwedeLingelijn |                                                   |
| 6358             | 10 509               | Jan van Arkel       | Stadler GTW-EMU 2/8 | MerwedeLingelijn |                                                   |
| 6359             | 10 510               | Hendrik Hamel       | Stadler GTW-EMU 2/8 | MerwedeLingelijn |                                                   |

## Vechtdallijnen

### Algemeen

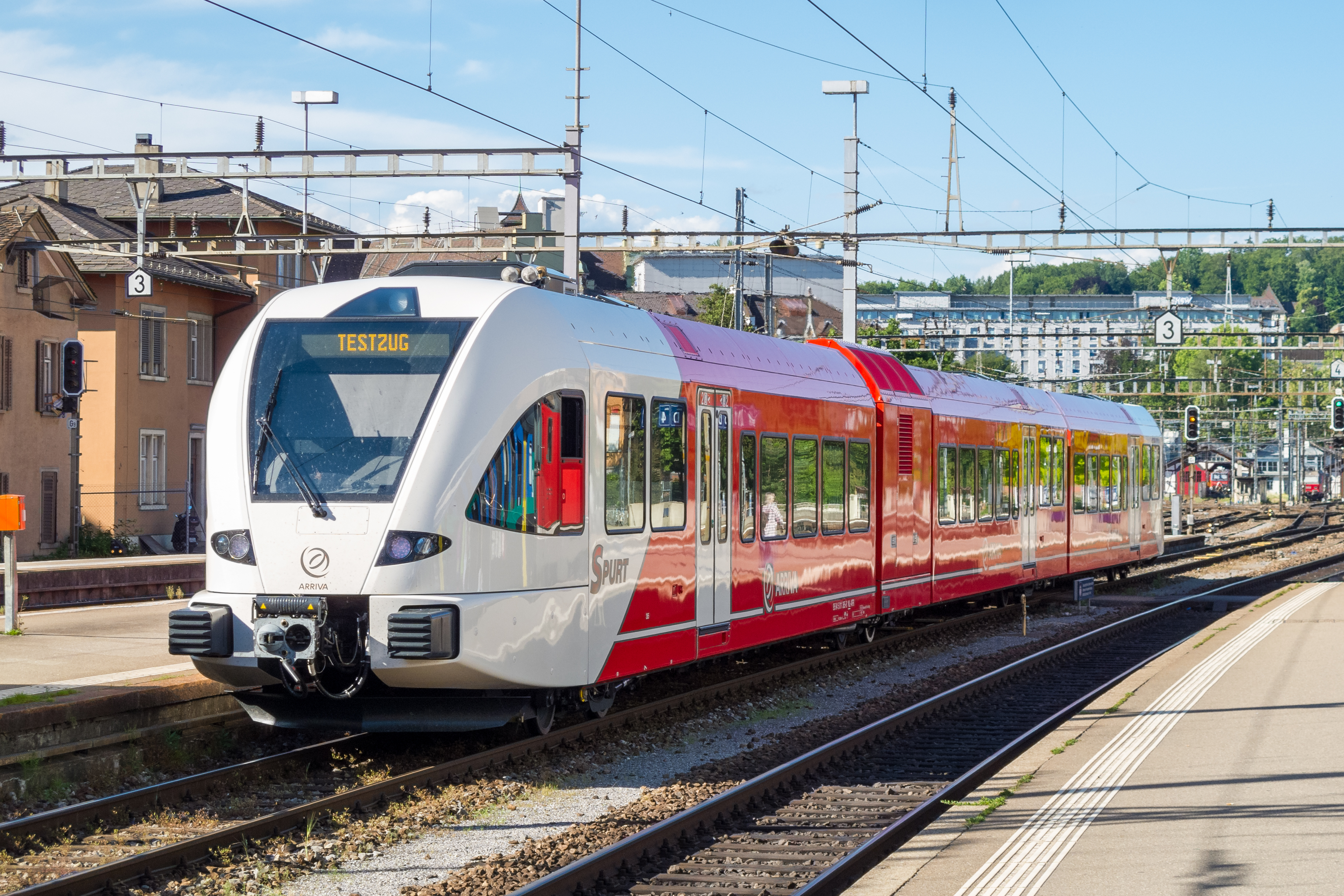
Testrit in Winterthur (2012).

Op 2 juli 2010 werd bekend dat Arriva veertien elektrische treinstellen (zes GTW's 2/6 en acht GTW's 2/8) van de vierde generatie heeft besteld bij Stadler Rail. Deze treinen werden in het Poolse Siedlce gebouwd. Op 12 juni 2012 vond bij Stadler Rail in Erlen de roll-out plaats. De elektrische stellen worden ingezet op de spoorlijn tussen Zwolle en Emmen (RS20 & RE20), onderdeel van de Vechtdallijnen.
In tegenstelling tot andere Arriva-treinstellen rijden de treinen voor de Vechtdallijnen in een blauw/witte regionale huisstijl. De treinstellen hebben een gratis wifi-netwerk, een eersteklasafdeling, een stilte-afdeling en een toilet. De driedelige GTW 2/8-treinstellen hebben bovendien een balie voor de treinsteward. Doordat er in vergelijking met de eerdere Spurt-series meer beenruimte wordt geboden, is de grootte van de ramen in het lagevloergedeelte van de trein hierop aangepast. In plaats van vijf even grote ramen zijn er vier grotere ramen en één kleiner raam.
In 2016 hebben de Gedeputeerde Staten van Overijssel en Drenthe hebben vervoersmaatschappij Arriva opdracht gegeven drie extra tussenbakken te kopen voor de verlenging van drie GTW's 2/6 naar GTW's 2/8, waardoor er 165 extra zitplaatsen bij zijn gekomen. Dat kostte 6 miljoen euro, waarvan het Rijk 3 miljoen euro en Overijssel en Drenthe samen 3 miljoen euro betaalden. Hiermee zijn de voormalige 414, 415 en 416 verlengd en daarbij omgenummerd tot respectievelijk 514, 515 en 516. Deze zijn nog altijd te onderscheiden van de andere 2/8-stellen door het ontbreken van de stewardbalie.

### Techniek
In de motorwagen van de GTW bevinden zich twee tractie-omvormers die de bovenleidingsspanning eerst omzetten in een 600 V gelijkspanning en vervolgens omzetten in draaistroom waarmee de tractiemotoren worden gevoed. De trekkracht van de tractiemotoren wordt in de verhouding 4,8 : 1 overgebracht op de assen via een tandwieloverbrenging. 

### Interieurfoto's

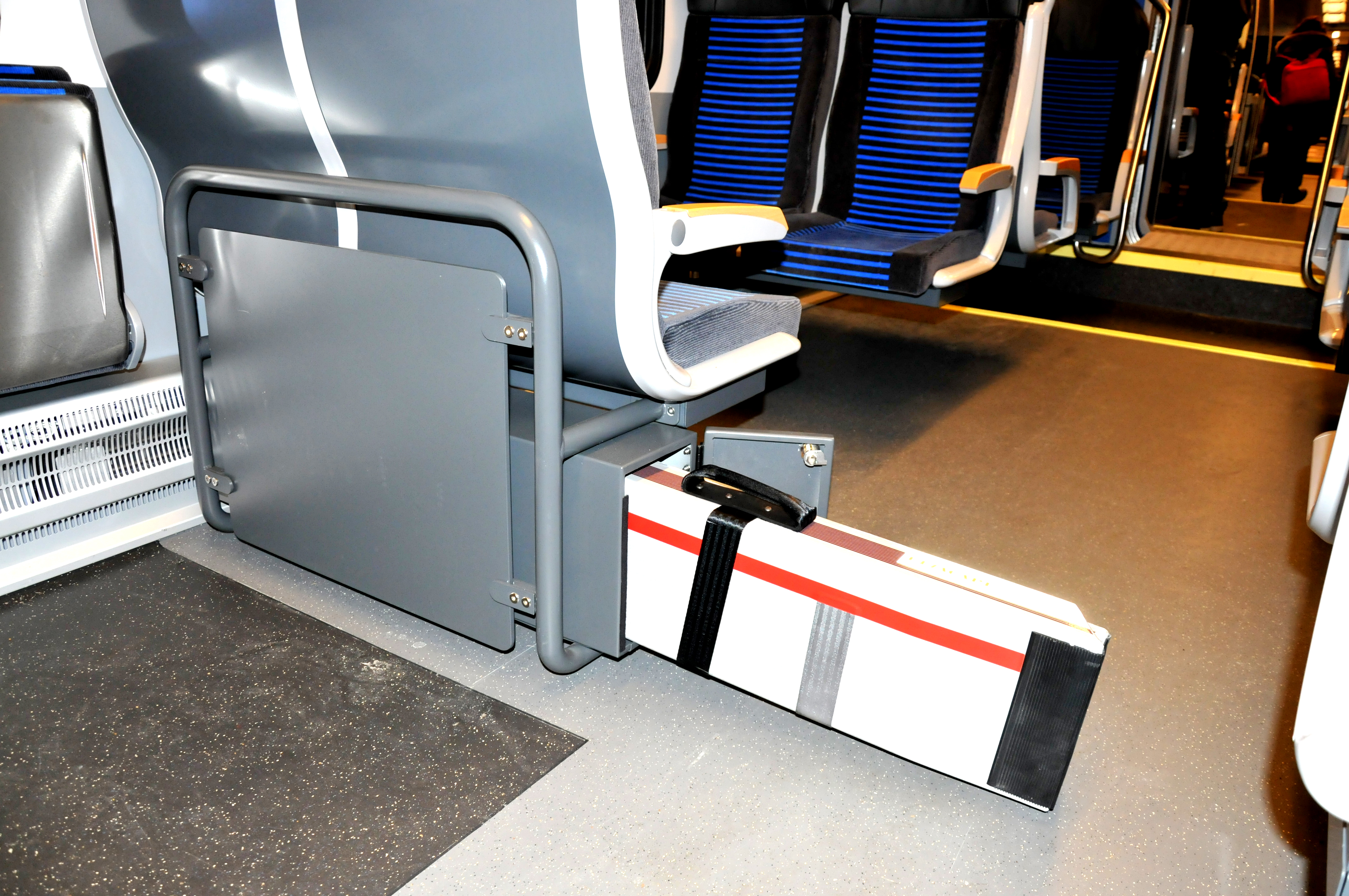
Plank voor rolstoelen, te gebruiken bij grote afstand tussen trein en perron

### Namenlijst
Onderstaande namen worden gebruikt voor de treinstellen die rijden op de Vechtdallijnen.
| Stelnummer    | Naam                       | Treintype                                | Inzetgebied                                                             | Opmerking |
| ------------- | -------------------------- | ---------------------------------------- | ----------------------------------------------------------------------- | --- |
| 10 411        | Krishnamurti               | Stadler GTW-EMU 2/6                      | RS 20 & RE20 (Zwolle – Emmen) + nachttrein Groningen – Schiphol Airport | |
| 10 412        | Herman Brood               | Stadler GTW-EMU 2/6                      | RS 20 & RE20 (Zwolle – Emmen) + nachttrein Groningen – Schiphol Airport | |
| 10 413        | Jannes                     | Stadler GTW-EMU 2/6                      | RS 20 & RE20 (Zwolle – Emmen) + nachttrein Groningen – Schiphol Airport | |
| 10 414 10 514 | Thorbecke                  | Stadler GTW-EMU 2/8 (verlengd vanaf 2/6) | RS 20 & RE20 (Zwolle – Emmen) + nachttrein Groningen – Schiphol Airport | |
| 10 415 10 515 | Harry Muskee               | Stadler GTW-EMU 2/8 (verlengd vanaf 2/6) | RS 20 & RE20 (Zwolle – Emmen) + nachttrein Groningen – Schiphol Airport | |
| 10 416 10 516 | Daniël Lohues              | Stadler GTW-EMU 2/8 (verlengd vanaf 2/6) | RS 20 & RE20 (Zwolle – Emmen) + nachttrein Groningen – Schiphol Airport | |
| 10 517        | War Child                  | Stadler GTW-EMU 2/8                      | RS 20 & RE20 (Zwolle – Emmen) + nachttrein Groningen – Schiphol Airport | De naam War Child op treinstel 517 kwam tot stand na de actie 538 voor War Child van Radio 538. De hoogste bieder mocht van Arriva een naam naar keuze op het treinstel zetten. Op 28 maart 2013 werd de naam verkocht voor €64.500,-. De bieder, die anoniem wil blijven, heeft ervoor gekozen om niet diens eigen naam op de trein te plaatsen, maar die van War Child. Die tekst is zichtbaar tot het einde van het treinencontract, in het jaar 2027. |
| 10 518        | Willem Jan Baron van Dedem | Stadler GTW-EMU 2/8                      | RS 20 & RE20 (Zwolle – Emmen) + nachttrein Groningen – Schiphol Airport | |
| 10 519        | Jeroen Krabbé              | Stadler GTW-EMU 2/8                      | RS 20 & RE20 (Zwolle – Emmen) + nachttrein Groningen – Schiphol Airport | |
| 10 520        | Ilse DeLange               | Stadler GTW-EMU 2/8                      | RS 20 & RE20 (Zwolle – Emmen) + nachttrein Groningen – Schiphol Airport | Betrokken bij treinongeval bij Dalfsen |
| 10 521        | Relus ter Beek             | Stadler GTW-EMU 2/8                      | RS 20 & RE20 (Zwolle – Emmen) + nachttrein Groningen – Schiphol Airport | |
| 10 522        | Roelof Zegering Hadders    | Stadler GTW-EMU 2/8                      | RS 20 & RE20 (Zwolle – Emmen) + nachttrein Groningen – Schiphol Airport | |
| 10 523        | Mien Ruys                  | Stadler GTW-EMU 2/8                      | RS 20 & RE20 (Zwolle – Emmen) + nachttrein Groningen – Schiphol Airport | |
| 10 524        | Jaap en Aleid Rensen       | Stadler GTW-EMU 2/8                      | RS 20 & RE20 (Zwolle – Emmen) + nachttrein Groningen – Schiphol Airport | |
| 5037 10 525   | Reinier Paping             | Stadler GTW-EMU 2/8                      | RS 20 & RE20 (Zwolle – Emmen) + nachttrein Groningen – Schiphol Airport | Ex Connexxion GTW 5037, had tot 24 april 2020 reclame voor Wildlands. |

### Overname Connexxion GTW
Het Connexxion GTW treinstel 5037 is door Arriva overgenomen voor de Vechtdallijn als vervanging van treinstel 520, dat zwaar beschadigd is geraakt bij een aanrijding bij Dalfsen op 23 februari 2016. Het stel is vernummerd in 525, en is identiek aan de Arriva-treinen, het had andere bekleding op de stoelen en een blauw Connexxion-uiterlijk met Arriva-logo. Begin september 2017 is dit treinstel teruggekomen na groot onderhoud en een renovatie. Hierbij is een groot deel van de bekleding vervangen en gelijkgemaakt naar de rest van de treinen van de Vechtdallijnen, ook rijdt dit treinstel nu in de regionale huisstijl van de provincie Overijssel met als productnaam Blauwnet, zoals de overige treinstellen op de Vechtdallijnen. Echter is dit stel nog altijd wel te onderscheiden van de rest van de vloot, dit stel heeft namelijk als enige een zwart dak boven het frontruit in tegenstelling tot de rest die een volledig wit dak hebben.

### Inzet
De treinstellen worden in dienstregeling 2025 ingezet op de volgende treinseries:
| Serie            | Treinsoort          | Route                                                                                                  | Bijzonderheden                                                  |
| ---------------- | ------------------- | --- | --------------------------------------------------------------- |
| 3800 RE 20       | Sneltrein (Arriva)  | Zwolle – Mariënberg – Emmen                                                                            | Onderdeel van Blauwnet. 1x per uur. Rijdt niet tijdens de spits |
| 8000 RS 20       | Stoptrein (Arriva)  | Zwolle – Mariënberg – Emmen                                                                            | Onderdeel van Blauwnet. 1x per uur. 2x/uur tijdens de spits     |
| 13800 RE 20      | Sneltrein (Arriva)  | Zwolle – Coevorden – Emmen                                                                             | Onderdeel van Blauwnet. Rijdt alleen tijdens de spits.          |
| Nachttrein 32790 | Nachttrein (Arriva) | Groningen – Assen – Zwolle – Lelystad Centrum – Almere Centrum – Amsterdam Centraal – Schiphol Airport | Rijdt alleen in de nacht van vrijdag op zaterdag.               |

## Achterhoek-Rivierenland

### Algemeen
Op 2 juli 2010 werd bekend dat Arriva 24 dieselelektrische treinstellen van de vierde generatie heeft besteld bij Stadler Rail. De dieselelektrische stellen worden vanaf 9 december 2012 ingezet op de spoorlijnen in de Achterhoek tussen Zutphen en Winterswijk en tussen Winterswijk en Arnhem, op de Veluwe tussen Zutphen en Apeldoorn en in de regio Rivierenland tussen Arnhem en Tiel. Deze treinstellen zijn voorzien van een eerste klas, maar hebben geen toilet. De treinen zijn voorzien van een gratis draadloos internet. De rood/witte huisstijl wordt aangevuld met witte deuren. Elk treinstel is genoemd naar een persoon die van grote betekenis voor de regio is (geweest). Door toepassing van meer beenruimte in de coupé-opstelling werden vier ramen in het lagevloerdeel groter en het vijfde raam kleiner.
Deze treinen werden in het Poolse Siedlce gebouwd. Op 5 mei 2012 vond bij Stadler Rail in Erlen de roll-out plaats.
Alle 24 treinstellen zijn uitgerust met zogeheten frontcamera's. Daardoor kan de politie bij calamiteiten de beelden bekijken en zien wat er gebeurd is. Zo kan de politie sneller de juiste toedracht achterhalen.

### Constructie en techniek
Het treinstel is opgebouwd uit een aluminium frame met een frontdeel van GVK. Het treinstel heeft een lagevloerdeel. In de motorwagen bevinden zich twee V8-dieselmotoren die voldoen aan de Euro 4-norm. De dieselmotoren drijven ieder een alternator aan die draaistroom opwekt. Deze draaistroom wordt door een omvormer eerst omgezet in 600 V gelijkstroom en vervolgens met snel schakelende IGBT's omgezet in draaistroom waarmee de tractiemotoren worden aangedreven. De trekkracht vande tractiemotoren wordt via een tandwieloverbrenging overgebracht op de assen in de verhouding 1 : 5.3. 

### Onderhoud
De treinstellen van de Achterhoek, Veluwe en Rivierenlandlijnen en de Vechtdallijnen worden door Arriva zelf technisch onderhouden. Hiervoor werd in 2012 samen met Strukton in Zutphen een werkplaats gebouwd. De werkplaats werd op 4 oktober 2012 geopend.

### Oriëntatie
Alle GTW-stellen in de Achterhoek staan met het ABfk-rijtuig in dezelfde richting; tussen Apeldoorn en Winterswijk aan de westkant en na de bocht van Winterswijk aan de oostkant. Arriva heeft hiervoor gekozen zodat dit rijtuig, waarin de 1e klas en fiets- en rolstoelruimte zich bevinden, op de meeste stations het dichtst bij de in- en uitgang staat. Hierdoor hoeven 1e klas reizigers en mensen met een fiets, rolstoel, rollator, of scootmobiel op deze stations de minste afstand af te leggen.
Omdat het inzetgebied in feite één doorgaande lijn is, zullen stellen in normale dienst niet zomaar omgekeerd geraken. Dit komt soms voor, bijvoorbeeld wanneer een stel vanuit Arnhem rechtstreeks naar de werkplaats in Zutphen wordt overgebracht via de IJssellijn. Het treinstel wordt dan wel ingezet, om later op een geschikt moment "gedriehoekt" te worden. Dit gebeurt meestal op Arnhem Goederen, maar kan ook door een ronde Zutphen-Deventer-Apeldoorn-Zutphen (of vice versa) te rijden.

### Nieuwe huisstijl
In aanloop naar de nieuwe concessie Achterhoek-Rivierenland, dat ingaat per 14 december 2025, worden alle Gelderse Spurts voorzien van de RRReis-huisstijl en een toilet. Ook neemt Arriva alle negen Hermes GTW's over, waardoor het totaal aantal Arriva-treinen in Achterhoek-Rivierenland op 33 uitkomt.
Per 8 mei 2025 wordt de 374 als eerste RRReis-trein in dienst gezet.

### Namenlijst
Onderstaande namen worden gebruikt voor de treinstellen die rijden in de Achterhoek en Rivierenland.
| Stelnummer | Naam                               | Treintype           | Inzetgebied                | Opmerking |
| ---------- | ---------------------------------- | ------------------- | -------------------------- | --- |
| 10 252     | Ottho Gerhard Heldring             | Stadler GTW-DMU 2/6 | Achterhoek en Rivierenland | |
| 10 253     | Herman Hulshof                     | Stadler GTW-DMU 2/6 | Achterhoek en Rivierenland | |
| 10 254     | Simon Tahamata                     | Stadler GTW-DMU 2/6 | Achterhoek en Rivierenland | Heeft in 2020 tijdelijk rondgereden op de Noordelijke Nevenlijnen |
| 10 255     | Harm Edens                         | Stadler GTW-DMU 2/6 | Achterhoek en Rivierenland | |
| 10 256     | Piet Oudolf                        | Stadler GTW-DMU 2/6 | Achterhoek en Rivierenland | Powerpack op 30 augustus 2017 uitgebrand te Hemmen-Dodewaard, sinds 13 februari 2019 weer in dienst |
| 10 257     | Harry Sacksioni                    | Stadler GTW-DMU 2/6 | Achterhoek en Rivierenland | |
| 10 258     | Frans Godard van Lynden van Hemmen | Stadler GTW-DMU 2/6 | Achterhoek en Rivierenland | Heeft op 5 maart 2022 een aanrijding gehad met een tuinhuisje en is zwaar beschadigd en voor schadeherstel naar de Stadler fabriek in Zwitserland gestuurd, in oktober 2023 is het stel weer terug in dienst gekomen. |
| 10 259     | Peter Cuyper                       | Stadler GTW-DMU 2/6 | Achterhoek en Rivierenland | |
| 10 260     | Ellen ten Damme                    | Stadler GTW-DMU 2/6 | Achterhoek en Rivierenland | |
| 10 261     | Flipje                             | Stadler GTW-DMU 2/6 | Achterhoek en Rivierenland | |
| 10 262     | Dames Jolink                       | Stadler GTW-DMU 2/6 | Achterhoek en Rivierenland | |
| 10 263     | J.N. Daalderop                     | Stadler GTW-DMU 2/6 | Achterhoek en Rivierenland | |
| 10 264     | Alfred Mozer                       | Stadler GTW-DMU 2/6 | Achterhoek en Rivierenland | |
| 10 365     | Hendrik Antoon Lorentz             | Stadler GTW-DMU 2/8 | Achterhoek en Rivierenland | |
| 10 366     | Annemarie Jorritsma                | Stadler GTW-DMU 2/8 | Achterhoek en Rivierenland | Heeft in 2020 tijdelijk rondgereden op de Noordelijke Nevenlijnen |
| 10 367     | Guus Hiddink                       | Stadler GTW-DMU 2/8 | Achterhoek en Rivierenland | |
| 10 368     | Arne Jansen                        | Stadler GTW-DMU 2/8 | Achterhoek en Rivierenland | |
| 10 369     | Gijs Scholten van Aschat           | Stadler GTW-DMU 2/8 | Achterhoek en Rivierenland | Beschadigd bij een aanrijding op 16 mei 2022 |
| 10 370     | Piet Mondriaan                     | Stadler GTW-DMU 2/8 | Achterhoek en Rivierenland | |
| 10 371     | Mary Dresselhuys                   | Stadler GTW-DMU 2/8 | Achterhoek en Rivierenland | |
| 10 372     | Hannes                             | Stadler GTW-DMU 2/8 | Achterhoek en Rivierenland | Heeft op 11 december 2019 een lichte brand in de Powerpack gehad te Arnhem Velperpoort |
| 10 373     | Jhr. Huub van Nispen van Sevenaer  | Stadler GTW-DMU 2/8 | Achterhoek en Rivierenland | |
| 10 374     | Jan Terlouw                        | Stadler GTW-DMU 2/8 | Achterhoek en Rivierenland | Eerste trein in Achterhoek-Rivierenland met de RRReis-huisstijl |
| 10 375     | Clemens Cornielje                  | Stadler GTW-DMU 2/8 | Achterhoek en Rivierenland | |

### Inzet
De treinstellen worden in dienstregeling 2025 ingezet op de volgende treinseries:
| Serie       | Treinsoort         | Route                                                | Bijzonderheden |
| ----------- | ------------------ | ---------------------------------------------------- | --- |
| 17800 RS 30 | Stoptrein (Arriva) | Zutphen – Apeldoorn                                  | |
| 30400 RE 30 | Sneltrein (Arriva) | Apeldoorn – Zutphen – Winterswijk                    | Rijdt 's avonds van Zutphen naar Apeldoorn en van Apeldoorn naar Winterswijk. Rijdt in het weekend de gehele dag tussen Winterswijk en Apeldoorn. Stopt tussen Zutphen en Winterswijk op alle tussengelegen stations. |
| 30800 RS 31 | Stoptrein (Arriva) | Winterswijk – Zutphen                                | enkele treinen rijden van/naar Apeldoorn |
| 30900 RS 32 | Stoptrein (Arriva) | Arnhem Centraal – Doetinchem – Terborg – Winterswijk | Rijdt op zondag ochtend slechts 1x per uur richting Winterswijk. Vormt dan tussen Arnhem en Terborg een 30 minuten dienst met 36900. Op zondag ochtend begint de rit richting Arnhem 1x per uur in Winterswijk en 1x per uur in Terborg. Verzorgt samen met Hermes (die onder de naam brengdirect rijdt) doordeweeks tot 20:00 uur een kwartierdienst tussen Arnhem en Doetinchem. |
| 31100 RS 33 | Stoptrein (Arriva) | Arnhem Centraal – Elst – Tiel                        | Stopt niet te Arnhem Zuid. |
| 36900 RS 32 | Stoptrein (Arriva) | Arnhem Centraal – Doetinchem – Terborg               | Rijdt op zondagochtend 1 keer per uur richting Terborg. Vormt dan tussen Arnhem en Terborg een 30 minuten dienst met 30900. Rijdt niet op maandag tot en met zaterdag. Rijdt niet richting Arnhem. |

### Interieurfoto's

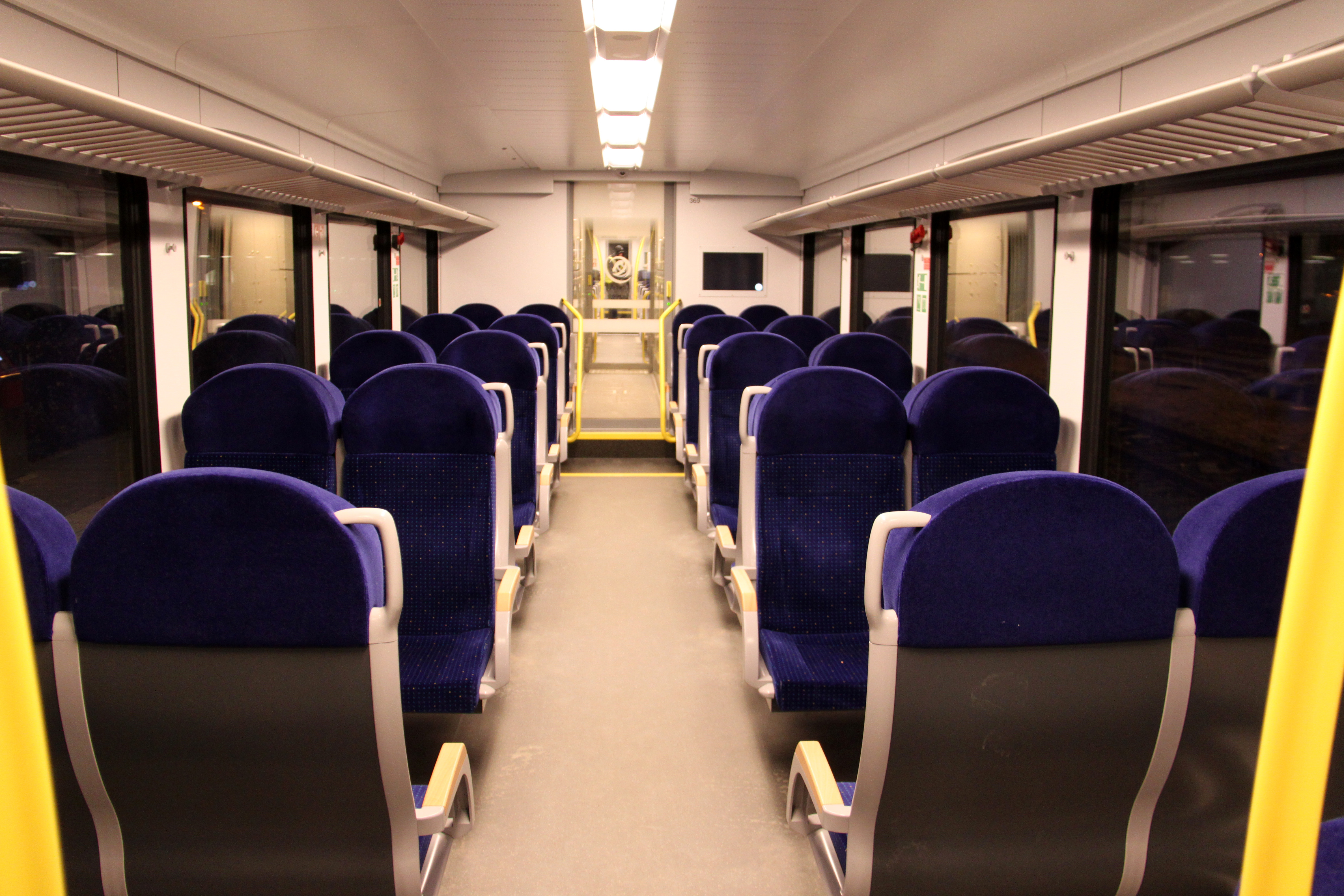
2e klasse
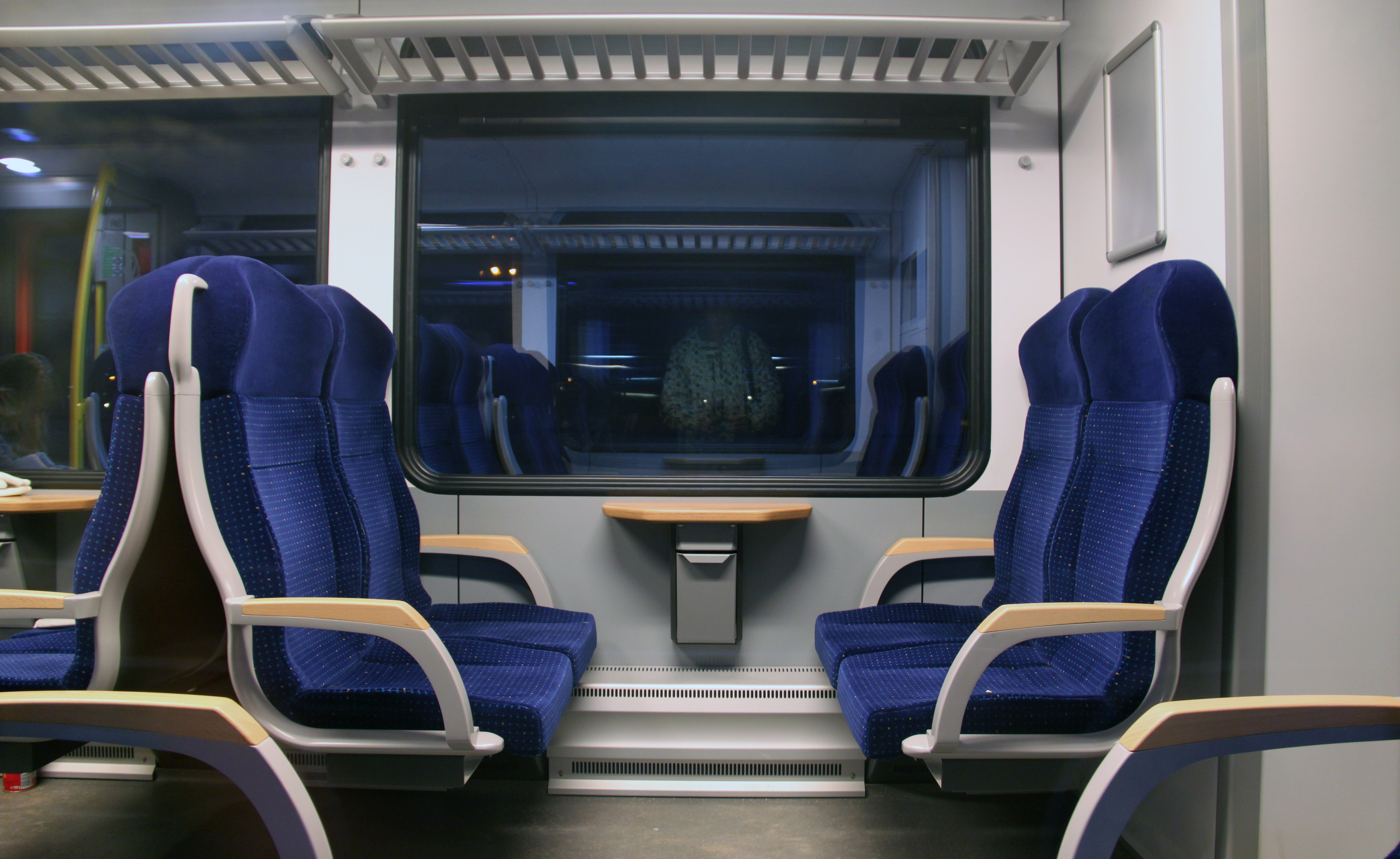
Zittingen 2e klasse
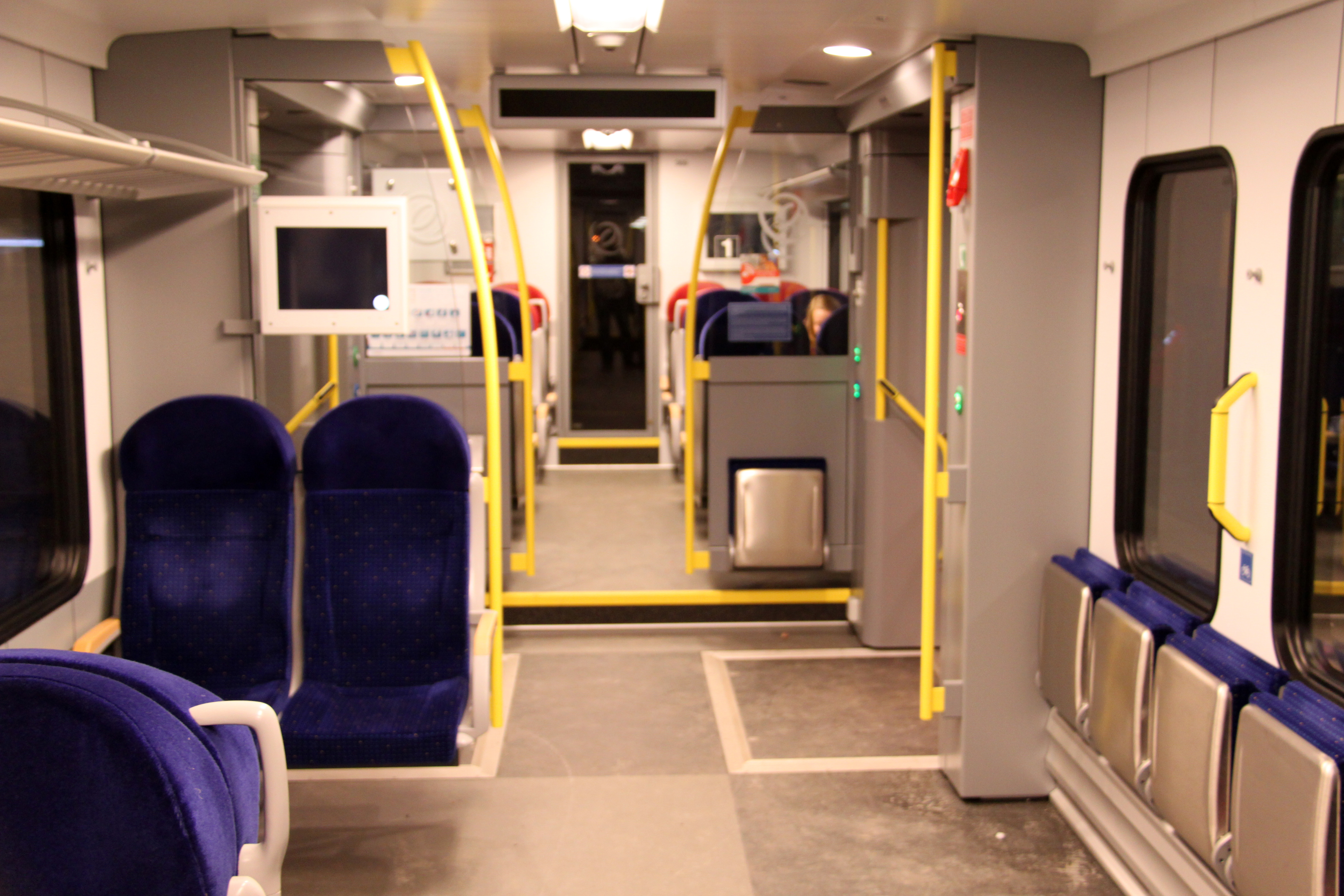
2e klasse met fietsenafdeling. De klapstoelen zijn van het type Kiel KL 410 / 440.
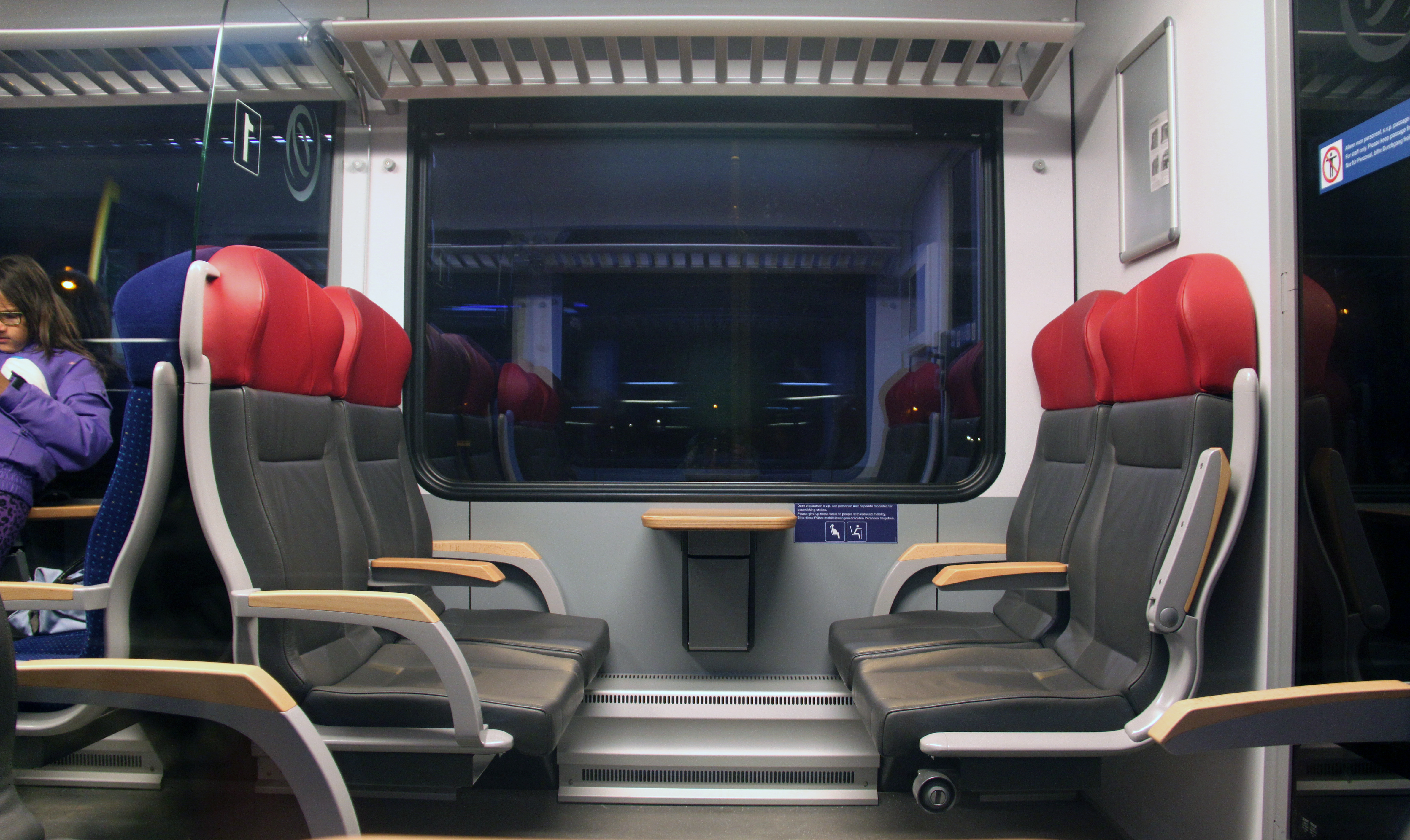
Zittingen 1e klasse
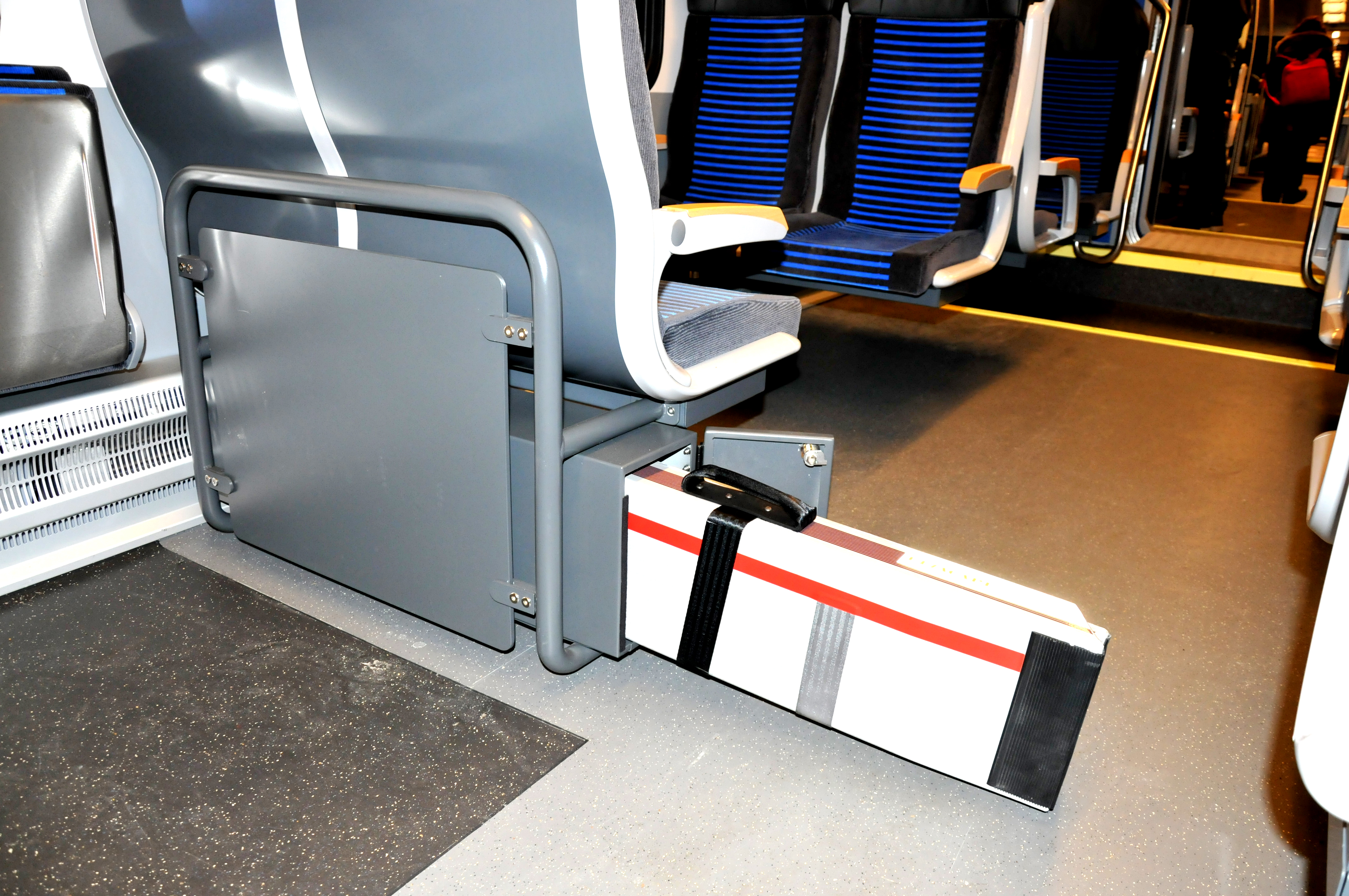
Plank voor rolstoelen te gebruiken bij grote afstand tussen trein en perron

## Limburg

### Algemeen
Bij Veolia Transport Nederland reden t/m de dienstregeling van 2016 dezelfde GTW's onder de naam Velios. Sinds de dienstregeling van 2017 zijn deze treinstellen bij Arriva in dienst en is de naam Velios verdwenen.

### Namenlijst
Bij Veolia hadden de treinstellen naast een naam ook een portret op de motorwagen van de persoon waar ze naar vernoemd waren. Bij Arriva zijn deze portretten verdwenen, maar bleven de namen behouden. Echter kregen sommige treinstellen andere namen dan in de periode bij Veolia. Dit leverde soms 2 treinstellen op die met dezelfde naam rondreden.
| Arriva stelnummer | Ex Veolia stelnummer | Huidige naam    | Treintype                                | Inzetgebied    | Opmerking / voormalige naam                                                                         |
| ----------------- | -------------------- | --------------- | ---------------------------------------- | -------------- | --------------------------------------------------------------------------------------------------- |
| 10 276            | 7201                 | Connie Palmen   | Stadler GTW-DMU 2/6                      | Maaslijn       | Droeg tot medio 2018 de naam Jac. P. Thijsse en tot 10 december 2016 de naam Jan van Kuyk.          |
| 10 277            | 7202                 | Gé Reinders     | Stadler GTW-DMU 2/6                      | Maaslijn       | Droeg tot medio 2018 de naam Beppie Kraft en tot 10 december 2016 de naam Pater Karel.              |
| 10 278            | 7203                 | Sint Servaas    | Stadler GTW-DMU 2/6                      | Maaslijn       | Powerpack op 18 april 2018 uitgebrand te Venray. Droeg tot 10 december 2016 de naam Bart Brentjens. |
| 10 279            | 7204                 | Jack Poels      | Stadler GTW-DMU 2/6                      | Maaslijn       | Droeg tot 10 december 2016 de naam Mat Vestjens.                                                    |
| 10 280            | 7205                 | Jan Klaassens   | Stadler GTW-DMU 2/6                      | Maaslijn       | |
| 10 281            | 7206                 | Joris Ivens     | Stadler GTW-DMU 2/6                      | Maaslijn       | Droeg tot 10 december 2016 de naam Jan Linders.                                                     |
| 10 382            | 7351                 | Jan van Kuyk    | Stadler GTW-DMU 2/8                      | Maaslijn       | Droeg tot 10 december 2016 de naam Willem Nijholt.                                                  |
| 10 383            | 7352                 | Chriet Titulaer | Stadler GTW-DMU 2/8                      | Maaslijn       | Droeg tot 10 december 2016 de naam Joris Ivens.                                                     |
| 10 384            | 7353                 | Pater Karel     | Stadler GTW-DMU 2/8                      | Maaslijn       | Droeg tot 10 december 2016 de naam Jack Poels.                                                      |
| 10 385            | 7354                 | Titus Brandsma  | Stadler GTW-DMU 2/8                      | Maaslijn       | |
| 10 386            | 7355                 | Mat Vestjens    | Stadler GTW-DMU 2/8                      | Maaslijn       | Droeg tot 10 december 2016 de naam Connie Palmen.                                                   |
| 10 387            | 7356                 | Wilhelm Tell    | Stadler GTW-DMU 2/8                      | Maaslijn       | Droeg tot 10 december 2016 de naam Chriet Titulaer.                                                 |
| 10 388            | 7207 7357            | Jan Linders     | Stadler GTW-DMU 2/8 (verlengd vanaf 2/6) | Maaslijn       | Droeg tot 10 december 2016 de naam Gé Reinders.                                                     |
| 10 389            | 7208 7358            | Willem Nijholt  | Stadler GTW-DMU 2/8 (verlengd vanaf 2/6) | Maaslijn       | Droeg tot 10 december 2016 de naam Pierre Cnoops.                                                   |
| 10 390            | 7209 7359            | Bart Brentjens  | Stadler GTW-DMU 2/8 (verlengd vanaf 2/6) | Maaslijn       | Droeg tot 10 december 2016 de naam Pierre Cuypers.                                                  |
| 10 391            | 7210 7360            | Pierre Cuypers  | Stadler GTW-DMU 2/8 (verlengd vanaf 2/6) | Maaslijn       | Droeg tot medio 2019 de naam André Rieu en tot 10 december 2016 de naam Wilhelm Tell.               |
| 10 426            | 7501                 | Pieke Dassen    | Stadler GTW-EMU 2/6                      | Heuvellandlijn | |
| 10 427            | 7502                 | Jo Coenen       | Stadler GTW-EMU 2/6                      | Heuvellandlijn | |
| 10 428            | 7503                 | Beppie Kraft    | Stadler GTW-EMU 2/6                      | Heuvellandlijn | |
| 10 429            | 7504                 | Sint Servaas    | Stadler GTW-EMU 2/6                      | Heuvellandlijn | |
| 10 430            | 7505                 | Sjeng Kremers   | Stadler GTW-EMU 2/6                      | Heuvellandlijn | |
| 10 530            | 7651                 | Sjef Diederen   | Stadler GTW-EMU 2/8                      | Heuvellandlijn | |
| 10 531            | 7652                 | -               | Stadler GTW-EMU 2/8                      | Heuvellandlijn | Droeg tot 10 december 2016 de naam Jac. P. Thijsse.                                                 |
| 10 532            | 7653                 | André Rieu      | Stadler GTW-EMU 2/8                      | Heuvellandlijn | |

### Inzet
De treinstellen worden in dienstregeling 2025 ingezet op de volgende treinseries:
| Serie       | Treinsoort         | Route                                                                                                | Bijzonderheden                                                                                |
| ----------- | ------------------ | --- | --------------------------------------------------------------------------------------------- |
| 32000 RS 18 | Stoptrein (Arriva) | Maastricht Randwyck – Maastricht – Heerlen – Landgraaf – Eygelshoven – Chevremont – Kerkrade Centrum |                                                                                               |
| 32200 RS 11 | Stoptrein (Arriva) | Nijmegen – Venray – Venlo – Roermond                                                                 |                                                                                               |
| 32300 RS 11 | Stoptrein (Arriva) | Nijmegen – Venray – Venlo                                                                            | Rijdt niet 's avonds en in het weekend. De laatste drie ritten vanaf Nijmegen gaan tot Venlo. |

### Overname Veolia door Arriva
De treinstellen die destijds in dienst waren bij Veolia Transport zijn met ingang van de nieuwe concessie 2016 doorgeschoven naar Arriva. Deze hebben de huisstijl van de bussen in de regio gekregen. De elektrische stellen zijn gespoten en hebben een nieuw interieur gekregen. De dieselstellen zijn slechts bestickerd, omdat deze mogelijk elders ingezet zullen worden nadat de Maaslijn is geëlektrificeerd. Van deze treinstellen is het oorspronkelijke Veolia-interieur behouden.